# Lista di asteroidi (18001-19000)
Di seguito una lista di asteroidi dal numero 18001 al 19000 con data di scoperta e scopritore.

## 18001-18100
| Nome                  | Designazione provvisoria | Data di scoperta  | Scopritore      |
| --------------------- | ------------------------ | ----------------- | --------------- |
| 18001 -               | 1999 JY83                | 12 maggio 1999    | LINEAR          |
| 18002 -               | 1999 JJ84                | 12 maggio 1999    | LINEAR          |
| 18003 -               | 1999 JU84                | 13 maggio 1999    | LINEAR          |
| 18004 Krystosek       | 1999 JD86                | 12 maggio 1999    | LINEAR          |
| 18005 -               | 1999 JD91                | 12 maggio 1999    | LINEAR          |
| 18006 -               | 1999 JE94                | 12 maggio 1999    | LINEAR          |
| 18007 -               | 1999 JK97                | 12 maggio 1999    | LINEAR          |
| 18008 -               | 1999 JV99                | 12 maggio 1999    | LINEAR          |
| 18009 Patrickgeer     | 1999 JP100               | 12 maggio 1999    | LINEAR          |
| 18010 -               | 1999 JQ100               | 12 maggio 1999    | LINEAR          |
| 18011 -               | 1999 JQ113               | 13 maggio 1999    | LINEAR          |
| 18012 Marsland        | 1999 JM114               | 13 maggio 1999    | LINEAR          |
| 18013 Shedletsky      | 1999 JS114               | 13 maggio 1999    | LINEAR          |
| 18014 -               | 1999 JC121               | 13 maggio 1999    | LINEAR          |
| 18015 Semenkovich     | 1999 JD121               | 13 maggio 1999    | LINEAR          |
| 18016 Grondahl        | 1999 JU122               | 13 maggio 1999    | LINEAR          |
| 18017 -               | 1999 JC124               | 14 maggio 1999    | LINEAR          |
| 18018 -               | 1999 JR125               | 10 maggio 1999    | LINEAR          |
| 18019 Dascoli         | 1999 JJ126               | 13 maggio 1999    | LINEAR          |
| 18020 Amend           | 1999 JT126               | 13 maggio 1999    | LINEAR          |
| 18021 Waldman         | 1999 JH127               | 13 maggio 1999    | LINEAR          |
| 18022 Pepper          | 1999 JN127               | 13 maggio 1999    | LINEAR          |
| 18023 -               | 1999 JQ129               | 12 maggio 1999    | LINEAR          |
| 18024 Dobson          | 1999 KK4                 | 20 maggio 1999    | J. M. Roe       |
| 18025 -               | 1999 KF5                 | 18 maggio 1999    | Spacewatch      |
| 18026 Juliabaldwin    | 1999 KG13                | 18 maggio 1999    | LINEAR          |
| 18027 Gokcay          | 1999 KL14                | 18 maggio 1999    | LINEAR          |
| 18028 Ramchandani     | 1999 KO14                | 18 maggio 1999    | LINEAR          |
| 18029 -               | 1999 KA16                | 21 maggio 1999    | LINEAR          |
| 18030 -               | 1999 LX4                 | 8 giugno 1999     | LINEAR          |
| 18031 -               | 1999 LO14                | 9 giugno 1999     | LINEAR          |
| 18032 Geiss           | 1999 MG1                 | 20 giugno 1999    | LONEOS          |
| 18033 -               | 1999 NR4                 | 14 luglio 1999    | T. Stafford     |
| 18034 -               | 1999 NF6                 | 13 luglio 1999    | LINEAR          |
| 18035 -               | 1999 NJ7                 | 13 luglio 1999    | LINEAR          |
| 18036 -               | 1999 ND26                | 14 luglio 1999    | LINEAR          |
| 18037 -               | 1999 NA38                | 14 luglio 1999    | LINEAR          |
| 18038 -               | 1999 NR48                | 13 luglio 1999    | LINEAR          |
| 18039 -               | 1999 ND49                | 13 luglio 1999    | LINEAR          |
| 18040 -               | 1999 NC60                | 13 luglio 1999    | LINEAR          |
| 18041 -               | 1999 RX13                | 7 settembre 1999  | LINEAR          |
| 18042 -               | 1999 RF27                | 7 settembre 1999  | LINEAR          |
| 18043 Laszkowska      | 1999 RQ54                | 7 settembre 1999  | LINEAR          |
| 18044 -               | 1999 RS89                | 7 settembre 1999  | LINEAR          |
| 18045 -               | 1999 RR100               | 8 settembre 1999  | LINEAR          |
| 18046 -               | 1999 RN116               | 9 settembre 1999  | LINEAR          |
| 18047 -               | 1999 RP145               | 9 settembre 1999  | LINEAR          |
| 18048 -               | 1999 RG170               | 9 settembre 1999  | LINEAR          |
| 18049 -               | 1999 RX195               | 8 settembre 1999  | LINEAR          |
| 18050 -               | 1999 RS196               | 8 settembre 1999  | LINEAR          |
| 18051 -               | 1999 RU196               | 8 settembre 1999  | LINEAR          |
| 18052 -               | 1999 RV199               | 8 settembre 1999  | LINEAR          |
| 18053 -               | 1999 RU208               | 8 settembre 1999  | LINEAR          |
| 18054 -               | 1999 SW7                 | 29 settembre 1999 | LINEAR          |
| 18055 Fernhildebrandt | 1999 TJ13                | 11 ottobre 1999   | G. Hug, G. Bell |
| 18056 -               | 1999 TV15                | 11 ottobre 1999   | S. Sposetti     |
| 18057 -               | 1999 VK10                | 9 novembre 1999   | T. Kobayashi    |
| (18058) 1999 XY129    | 1999 XY129               | 12 dicembre 1999  | LINEAR          |
| 18059 Cavalieri       | 1999 XL137               | 15 dicembre 1999  | P. G. Comba     |
| 18060 Zarex           | 1999 XJ156               | 8 dicembre 1999   | LINEAR          |
| 18061 -               | 1999 XH179               | 10 dicembre 1999  | LINEAR          |
| (18062) 1999 XY187    | 1999 XY187               | 12 dicembre 1999  | LINEAR          |
| (18063) 1999 XW211    | 1999 XW211               | 13 dicembre 1999  | LINEAR          |
| 18064 -               | 1999 XY242               | 13 dicembre 1999  | CSS             |
| 18065 -               | 2000 AM41                | 3 gennaio 2000    | LINEAR          |
| 18066 -               | 2000 AR79                | 5 gennaio 2000    | LINEAR          |
| 18067 -               | 2000 AB98                | 4 gennaio 2000    | LINEAR          |
| 18068 -               | 2000 AF184               | 7 gennaio 2000    | LINEAR          |
| 18069 -               | 2000 AS199               | 9 gennaio 2000    | LINEAR          |
| 18070 -               | 2000 AC205               | 13 gennaio 2000   | K. Korlević     |
| (18071) 2000 BA27     | 2000 BA27                | 30 gennaio 2000   | LINEAR          |
| 18072 -               | 2000 CL71                | 7 febbraio 2000   | LINEAR          |
| 18073 -               | 2000 CB82                | 4 febbraio 2000   | LINEAR          |
| 18074 -               | 2000 DW                  | 24 febbraio 2000  | T. Kobayashi    |
| 18075 Donasharma      | 2000 DD5                 | 28 febbraio 2000  | LINEAR          |
| 18076 -               | 2000 DV59                | 29 febbraio 2000  | LINEAR          |
| 18077 Dianeingrao     | 2000 EM148               | 4 marzo 2000      | CSS             |
| 18078 -               | 2000 FL31                | 28 marzo 2000     | LINEAR          |
| 18079 Lion-Stoppato   | 2000 FJ63                | 27 marzo 2000     | LONEOS          |
| 18080 -               | 2000 GW105               | 7 aprile 2000     | LINEAR          |
| 18081 -               | 2000 GB126               | 7 aprile 2000     | LINEAR          |
| 18082 -               | 2000 GB136               | 12 aprile 2000    | LINEAR          |
| 18083 -               | 2000 HD22                | 29 aprile 2000    | LINEAR          |
| 18084 Adamwohl        | 2000 HP47                | 29 aprile 2000    | LINEAR          |
| 18085 -               | 2000 JZ14                | 6 maggio 2000     | LINEAR          |
| 18086 Emilykraft      | 2000 JQ21                | 6 maggio 2000     | LINEAR          |
| 18087 Yamanaka        | 2000 JA22                | 6 maggio 2000     | LINEAR          |
| 18088 Roberteunice    | 2000 JS30                | 7 maggio 2000     | LINEAR          |
| 18089 -               | 2000 JB41                | 6 maggio 2000     | LINEAR          |
| 18090 Kevinkuo        | 2000 JA56                | 6 maggio 2000     | LINEAR          |
| 18091 Iranmanesh      | 2000 JN58                | 6 maggio 2000     | LINEAR          |
| 18092 Reinhold        | 2000 KR29                | 28 maggio 2000    | LINEAR          |
| 18093 -               | 2000 KS31                | 28 maggio 2000    | LINEAR          |
| 18094 -               | 2000 KN56                | 27 maggio 2000    | LINEAR          |
| 18095 Frankblock      | 2000 LL5                 | 5 giugno 2000     | LINEAR          |
| 18096 -               | 2000 LM16                | 1 giugno 2000     | LINEAR          |
| 18097 -               | 2000 LU19                | 8 giugno 2000     | LINEAR          |
| 18098 -               | 2000 LR20                | 8 giugno 2000     | LINEAR          |
| 18099 Flamini         | 2000 LD27                | 6 giugno 2000     | LONEOS          |
| 18100 Lebreton        | 2000 LE28                | 6 giugno 2000     | LONEOS          |

## 18101-18200
| Nome                   | Designazione provvisoria | Data di scoperta  | Scopritore                                             |
| ---------------------- | ------------------------ | ----------------- | ------------------------------------------------------ |
| 18101 Coustenis        | 2000 LF32                | 5 giugno 2000     | LONEOS                                                 |
| 18102 Angrilli         | 2000 LN34                | 3 giugno 2000     | LONEOS                                                 |
| 18103 -                | 2000 MC5                 | 26 giugno 2000    | LINEAR                                                 |
| 18104 Mahalingam       | 2000 NP3                 | 3 luglio 2000     | LINEAR                                                 |
| 18105 -                | 2000 NT3                 | 7 luglio 2000     | LINEAR                                                 |
| 18106 Blume            | 2000 NX3                 | 4 luglio 2000     | LONEOS                                                 |
| 18107 -                | 2000 NC5                 | 7 luglio 2000     | LINEAR                                                 |
| 18108 -                | 2000 NT5                 | 8 luglio 2000     | LINEAR                                                 |
| 18109 -                | 2000 NG11                | 7 luglio 2000     | LINEAR                                                 |
| 18110 HASI             | 2000 NK13                | 5 luglio 2000     | LONEOS                                                 |
| 18111 Pinet            | 2000 NB14                | 5 luglio 2000     | LONEOS                                                 |
| 18112 Jeanlucjosset    | 2000 NX17                | 5 luglio 2000     | LONEOS                                                 |
| 18113 Bibring          | 2000 NC19                | 5 luglio 2000     | LONEOS                                                 |
| 18114 Rosenbush        | 2000 NN19                | 5 luglio 2000     | LONEOS                                                 |
| 18115 Rathbun          | 2000 NT19                | 5 luglio 2000     | LONEOS                                                 |
| 18116 Prato            | 2000 NY22                | 5 luglio 2000     | LONEOS                                                 |
| 18117 Jonhodge         | 2000 NY23                | 5 luglio 2000     | LONEOS                                                 |
| 18118 -                | 2000 NB24                | 5 luglio 2000     | Spacewatch                                             |
| 18119 Braude           | 2000 NZ24                | 4 luglio 2000     | LONEOS                                                 |
| 18120 Lytvynenko       | 2000 NA25                | 4 luglio 2000     | LONEOS                                                 |
| 18121 Konovalenko      | 2000 NF25                | 4 luglio 2000     | LONEOS                                                 |
| 18122 Forestamartin    | 2000 NL27                | 4 luglio 2000     | LONEOS                                                 |
| 18123 Pavan            | 2000 NS27                | 4 luglio 2000     | LONEOS                                                 |
| 18124 Leeperry         | 2000 NE28                | 3 luglio 2000     | LINEAR                                                 |
| 18125 Brianwilson      | 2000 OF                  | 22 luglio 2000    | J. Broughton                                           |
| 18126 -                | 2000 OU3                 | 24 luglio 2000    | LINEAR                                                 |
| 18127 Denversmith      | 2000 OX3                 | 24 luglio 2000    | LINEAR                                                 |
| 18128 Wysner           | 2000 OD5                 | 24 luglio 2000    | LINEAR                                                 |
| 18129 -                | 2000 OH5                 | 24 luglio 2000    | LINEAR                                                 |
| 18130 -                | 2000 OK5                 | 24 luglio 2000    | LINEAR                                                 |
| 18131 -                | 2000 OM5                 | 24 luglio 2000    | LINEAR                                                 |
| 18132 Spector          | 2000 ON9                 | 30 luglio 2000    | J. Broughton                                           |
| 18133 -                | 2000 OL12                | 23 luglio 2000    | LINEAR                                                 |
| 18134 -                | 2000 OS14                | 23 luglio 2000    | LINEAR                                                 |
| 18135 -                | 2000 OQ20                | 31 luglio 2000    | LINEAR                                                 |
| 18136 -                | 2000 OD21                | 31 luglio 2000    | LINEAR                                                 |
| 18137 -                | 2000 OU30                | 30 luglio 2000    | LINEAR                                                 |
| 18138 -                | 2000 OP35                | 31 luglio 2000    | LINEAR                                                 |
| 18139 -                | 2000 OF37                | 30 luglio 2000    | LINEAR                                                 |
| 18140 -                | 2000 OD39                | 30 luglio 2000    | LINEAR                                                 |
| 18141 -                | 2000 OK42                | 30 luglio 2000    | LINEAR                                                 |
| 18142 Adamsidman       | 2000 OG47                | 31 luglio 2000    | LINEAR                                                 |
| 18143 -                | 2000 OK48                | 31 luglio 2000    | LINEAR                                                 |
| 18144 -                | 2000 OO48                | 31 luglio 2000    | LINEAR                                                 |
| 18145 -                | 2000 OX48                | 31 luglio 2000    | LINEAR                                                 |
| 18146 -                | 2000 OU49                | 31 luglio 2000    | LINEAR                                                 |
| 18147 -                | 2000 OY50                | 31 luglio 2000    | LINEAR                                                 |
| 18148 Bellier          | 2000 OZ57                | 29 luglio 2000    | LONEOS                                                 |
| 18149 Colombatti       | 2000 OB58                | 29 luglio 2000    | LONEOS                                                 |
| 18150 Lopez-Moreno     | 2000 OC60                | 29 luglio 2000    | LONEOS                                                 |
| 18151 Licchelli        | 2000 OT60                | 29 luglio 2000    | LONEOS                                                 |
| 18152 Heidimanning     | 2000 OW60                | 29 luglio 2000    | LONEOS                                                 |
| 18153 -                | 2000 OC61                | 30 luglio 2000    | LINEAR                                                 |
| 18154 -                | 2000 PA                  | 1 agosto 2000     | Črni Vrh                                               |
| 18155 Jasonschuler     | 2000 PF2                 | 1 agosto 2000     | LINEAR                                                 |
| 18156 Kamisaibara      | 2000 PU4                 | 3 agosto 2000     | BATTeRS                                                |
| 18157 Craigwright      | 2000 PH10                | 1 agosto 2000     | LINEAR                                                 |
| 18158 Nigelreuel       | 2000 PM10                | 1 agosto 2000     | LINEAR                                                 |
| 18159 Andrewcook       | 2000 PW10                | 1 agosto 2000     | LINEAR                                                 |
| 18160 Nihon Uchu Forum | 2000 PY12                | 7 agosto 2000     | BATTeRS                                                |
| 18161 Koshiishi        | 2000 PZ12                | 7 agosto 2000     | BATTeRS                                                |
| 18162 Denlea           | 2000 PX15                | 1 agosto 2000     | LINEAR                                                 |
| 18163 Jennalewis       | 2000 PF16                | 1 agosto 2000     | LINEAR                                                 |
| 18164 -                | 2000 PA20                | 1 agosto 2000     | LINEAR                                                 |
| 18165 -                | 2000 PN20                | 1 agosto 2000     | LINEAR                                                 |
| 18166 -                | 2000 PG27                | 8 agosto 2000     | P. R. Holvorcem                                        |
| 18167 Buttani          | 2000 PS27                | 6 agosto 2000     | Valmeca                                                |
| 18168 -                | 2000 PN28                | 4 agosto 2000     | NEAT                                                   |
| 18169 Amaldi           | 2000 QF                  | 20 agosto 2000    | V. S. Casulli                                          |
| 18170 Ramjeawan        | 2000 QW2                 | 24 agosto 2000    | LINEAR                                                 |
| 18171 Romaneskue       | 2000 QB5                 | 24 agosto 2000    | LINEAR                                                 |
| 18172 -                | 2000 QL7                 | 25 agosto 2000    | LINEAR                                                 |
| 18173 -                | 2000 QD8                 | 25 agosto 2000    | K. Korlević, M. Jurić                                  |
| 18174 Khachatryan      | 2000 QW14                | 24 agosto 2000    | LINEAR                                                 |
| 18175 Jenniferchoy     | 2000 QB15                | 24 agosto 2000    | LINEAR                                                 |
| 18176 Julianhong       | 2000 QG22                | 24 agosto 2000    | LINEAR                                                 |
| 18177 Harunaga         | 2000 QK27                | 24 agosto 2000    | LINEAR                                                 |
| 18178 -                | 2000 QP28                | 24 agosto 2000    | LINEAR                                                 |
| 18179 -                | 2000 QV29                | 25 agosto 2000    | LINEAR                                                 |
| 18180 Irenesun         | 2000 QB30                | 25 agosto 2000    | LINEAR                                                 |
| 18181 -                | 2000 QD34                | 26 agosto 2000    | LINEAR                                                 |
| 18182 Wiener           | 2000 QC35                | 27 agosto 2000    | P. Pravec, P. Kušnirák                                 |
| 18183 -                | 2000 QG37                | 24 agosto 2000    | LINEAR                                                 |
| 18184 Dianepark        | 2000 QR37                | 24 agosto 2000    | LINEAR                                                 |
| 18185 -                | 2000 QW49                | 24 agosto 2000    | LINEAR                                                 |
| 18186 -                | 2000 QW50                | 24 agosto 2000    | LINEAR                                                 |
| 18187 -                | 2000 QQ53                | 25 agosto 2000    | LINEAR                                                 |
| 18188 -                | 2000 QD55                | 25 agosto 2000    | LINEAR                                                 |
| 18189 Medeobaldia      | 2000 QN82                | 24 agosto 2000    | LINEAR                                                 |
| 18190 Michaelpizer     | 2000 QY89                | 25 agosto 2000    | LINEAR                                                 |
| 18191 Rayhe            | 2000 QL90                | 25 agosto 2000    | LINEAR                                                 |
| 18192 Craigwallace     | 2000 QP90                | 25 agosto 2000    | LINEAR                                                 |
| 18193 Hollilydrury     | 2000 QT93                | 26 agosto 2000    | LINEAR                                                 |
| 18194 -                | 2000 QE100               | 28 agosto 2000    | LINEAR                                                 |
| 18195 -                | 2000 QG116               | 28 agosto 2000    | LINEAR                                                 |
| 18196 Rowberry         | 2000 QY132               | 26 agosto 2000    | LINEAR                                                 |
| 18197 -                | 2055 P-L                 | 24 settembre 1960 | C. J. van Houten, I. van Houten-Groeneveld, T. Gehrels |
| 18198 -                | 2056 P-L                 | 24 settembre 1960 | C. J. van Houten, I. van Houten-Groeneveld, T. Gehrels |
| 18199 -                | 2583 P-L                 | 24 settembre 1960 | C. J. van Houten, I. van Houten-Groeneveld, T. Gehrels |
| 18200 -                | 2714 P-L                 | 24 settembre 1960 | C. J. van Houten, I. van Houten-Groeneveld, T. Gehrels |

## 18201-18300
| Nome                 | Designazione provvisoria | Data di scoperta  | Scopritore                                             |
| -------------------- | ------------------------ | ----------------- | ------------------------------------------------------ |
| 18201 -              | 2733 P-L                 | 24 settembre 1960 | C. J. van Houten, I. van Houten-Groeneveld, T. Gehrels |
| 18202 -              | 2757 P-L                 | 24 settembre 1960 | C. J. van Houten, I. van Houten-Groeneveld, T. Gehrels |
| 18203 -              | 2837 P-L                 | 24 settembre 1960 | C. J. van Houten, I. van Houten-Groeneveld, T. Gehrels |
| 18204 -              | 3065 P-L                 | 24 settembre 1960 | C. J. van Houten, I. van Houten-Groeneveld, T. Gehrels |
| 18205 -              | 3090 P-L                 | 24 settembre 1960 | C. J. van Houten, I. van Houten-Groeneveld, T. Gehrels |
| 18206 -              | 3093 P-L                 | 24 settembre 1960 | C. J. van Houten, I. van Houten-Groeneveld, T. Gehrels |
| 18207 -              | 4041 P-L                 | 24 settembre 1960 | C. J. van Houten, I. van Houten-Groeneveld, T. Gehrels |
| 18208 -              | 4095 P-L                 | 24 settembre 1960 | C. J. van Houten, I. van Houten-Groeneveld, T. Gehrels |
| 18209 -              | 4158 P-L                 | 24 settembre 1960 | C. J. van Houten, I. van Houten-Groeneveld, T. Gehrels |
| 18210 -              | 4529 P-L                 | 24 settembre 1960 | C. J. van Houten, I. van Houten-Groeneveld, T. Gehrels |
| 18211 -              | 4597 P-L                 | 24 settembre 1960 | C. J. van Houten, I. van Houten-Groeneveld, T. Gehrels |
| 18212 -              | 4603 P-L                 | 24 settembre 1960 | C. J. van Houten, I. van Houten-Groeneveld, T. Gehrels |
| 18213 -              | 4607 P-L                 | 24 settembre 1960 | C. J. van Houten, I. van Houten-Groeneveld, T. Gehrels |
| 18214 -              | 4615 P-L                 | 24 settembre 1960 | C. J. van Houten, I. van Houten-Groeneveld, T. Gehrels |
| 18215 -              | 4792 P-L                 | 24 settembre 1960 | C. J. van Houten, I. van Houten-Groeneveld, T. Gehrels |
| 18216 -              | 4917 P-L                 | 24 settembre 1960 | C. J. van Houten, I. van Houten-Groeneveld, T. Gehrels |
| 18217 -              | 5021 P-L                 | 17 ottobre 1960   | C. J. van Houten, I. van Houten-Groeneveld, T. Gehrels |
| 18218 -              | 6245 P-L                 | 24 settembre 1960 | C. J. van Houten, I. van Houten-Groeneveld, T. Gehrels |
| 18219 -              | 6260 P-L                 | 24 settembre 1960 | C. J. van Houten, I. van Houten-Groeneveld, T. Gehrels |
| 18220 -              | 6286 P-L                 | 24 settembre 1960 | C. J. van Houten, I. van Houten-Groeneveld, T. Gehrels |
| 18221 -              | 6526 P-L                 | 24 settembre 1960 | C. J. van Houten, I. van Houten-Groeneveld, T. Gehrels |
| 18222 -              | 6669 P-L                 | 24 settembre 1960 | C. J. van Houten, I. van Houten-Groeneveld, T. Gehrels |
| 18223 -              | 6700 P-L                 | 24 settembre 1960 | C. J. van Houten, I. van Houten-Groeneveld, T. Gehrels |
| 18224 -              | 6726 P-L                 | 24 settembre 1960 | C. J. van Houten, I. van Houten-Groeneveld, T. Gehrels |
| 18225 -              | 7069 P-L                 | 22 ottobre 1960   | C. J. van Houten, I. van Houten-Groeneveld, T. Gehrels |
| 18226 -              | 1182 T-1                 | 25 marzo 1971     | C. J. van Houten, I. van Houten-Groeneveld, T. Gehrels |
| 18227 -              | 1222 T-1                 | 25 marzo 1971     | C. J. van Houten, I. van Houten-Groeneveld, T. Gehrels |
| 18228 Hyperenor      | 3163 T-1                 | 26 marzo 1971     | C. J. van Houten, I. van Houten-Groeneveld, T. Gehrels |
| 18229 -              | 3222 T-1                 | 26 marzo 1971     | C. J. van Houten, I. van Houten-Groeneveld, T. Gehrels |
| 18230 -              | 3285 T-1                 | 26 marzo 1971     | C. J. van Houten, I. van Houten-Groeneveld, T. Gehrels |
| 18231 -              | 3286 T-1                 | 26 marzo 1971     | C. J. van Houten, I. van Houten-Groeneveld, T. Gehrels |
| 18232 -              | 3322 T-1                 | 26 marzo 1971     | C. J. van Houten, I. van Houten-Groeneveld, T. Gehrels |
| 18233 -              | 4068 T-1                 | 26 marzo 1971     | C. J. van Houten, I. van Houten-Groeneveld, T. Gehrels |
| 18234 -              | 4262 T-1                 | 26 marzo 1971     | C. J. van Houten, I. van Houten-Groeneveld, T. Gehrels |
| 18235 Lynden-Bell    | 1003 T-2                 | 29 settembre 1973 | C. J. van Houten, I. van Houten-Groeneveld, T. Gehrels |
| 18236 Bernardburke   | 1059 T-2                 | 29 settembre 1973 | C. J. van Houten, I. van Houten-Groeneveld, T. Gehrels |
| 18237 Kenfreeman     | 1182 T-2                 | 29 settembre 1973 | C. J. van Houten, I. van Houten-Groeneveld, T. Gehrels |
| 18238 Frankshu       | 1241 T-2                 | 29 settembre 1973 | C. J. van Houten, I. van Houten-Groeneveld, T. Gehrels |
| 18239 Ekers          | 1251 T-2                 | 29 settembre 1973 | C. J. van Houten, I. van Houten-Groeneveld, T. Gehrels |
| 18240 Mould          | 1317 T-2                 | 29 settembre 1973 | C. J. van Houten, I. van Houten-Groeneveld, T. Gehrels |
| 18241 Genzel         | 1325 T-2                 | 29 settembre 1973 | C. J. van Houten, I. van Houten-Groeneveld, T. Gehrels |
| 18242 Peebles        | 2102 T-2                 | 29 settembre 1973 | C. J. van Houten, I. van Houten-Groeneveld, T. Gehrels |
| 18243 Gunn           | 2272 T-2                 | 29 settembre 1973 | C. J. van Houten, I. van Houten-Groeneveld, T. Gehrels |
| 18244 Anneila        | 3008 T-2                 | 30 settembre 1973 | C. J. van Houten, I. van Houten-Groeneveld, T. Gehrels |
| 18245 -              | 3061 T-2                 | 30 settembre 1973 | C. J. van Houten, I. van Houten-Groeneveld, T. Gehrels |
| 18246 -              | 3088 T-2                 | 30 settembre 1973 | C. J. van Houten, I. van Houten-Groeneveld, T. Gehrels |
| 18247 -              | 3151 T-2                 | 30 settembre 1973 | C. J. van Houten, I. van Houten-Groeneveld, T. Gehrels |
| 18248 -              | 3152 T-2                 | 30 settembre 1973 | C. J. van Houten, I. van Houten-Groeneveld, T. Gehrels |
| 18249 -              | 3175 T-2                 | 30 settembre 1973 | C. J. van Houten, I. van Houten-Groeneveld, T. Gehrels |
| 18250 -              | 3178 T-2                 | 30 settembre 1973 | C. J. van Houten, I. van Houten-Groeneveld, T. Gehrels |
| 18251 -              | 3207 T-2                 | 30 settembre 1973 | C. J. van Houten, I. van Houten-Groeneveld, T. Gehrels |
| 18252 -              | 3282 T-2                 | 30 settembre 1973 | C. J. van Houten, I. van Houten-Groeneveld, T. Gehrels |
| 18253 -              | 3295 T-2                 | 30 settembre 1973 | C. J. van Houten, I. van Houten-Groeneveld, T. Gehrels |
| 18254 -              | 4062 T-2                 | 29 settembre 1973 | C. J. van Houten, I. van Houten-Groeneveld, T. Gehrels |
| 18255 -              | 4188 T-2                 | 29 settembre 1973 | C. J. van Houten, I. van Houten-Groeneveld, T. Gehrels |
| 18256 -              | 4195 T-2                 | 29 settembre 1973 | C. J. van Houten, I. van Houten-Groeneveld, T. Gehrels |
| 18257 -              | 4209 T-2                 | 29 settembre 1973 | C. J. van Houten, I. van Houten-Groeneveld, T. Gehrels |
| 18258 -              | 4250 T-2                 | 29 settembre 1973 | C. J. van Houten, I. van Houten-Groeneveld, T. Gehrels |
| 18259 -              | 4311 T-2                 | 29 settembre 1973 | C. J. van Houten, I. van Houten-Groeneveld, T. Gehrels |
| 18260 -              | 5056 T-2                 | 25 settembre 1973 | C. J. van Houten, I. van Houten-Groeneveld, T. Gehrels |
| 18261 -              | 5065 T-2                 | 25 settembre 1973 | C. J. van Houten, I. van Houten-Groeneveld, T. Gehrels |
| 18262 -              | 5125 T-2                 | 25 settembre 1973 | C. J. van Houten, I. van Houten-Groeneveld, T. Gehrels |
| 18263 Anchialos      | 5167 T-2                 | 25 settembre 1973 | C. J. van Houten, I. van Houten-Groeneveld, T. Gehrels |
| 18264 -              | 5184 T-2                 | 25 settembre 1973 | C. J. van Houten, I. van Houten-Groeneveld, T. Gehrels |
| 18265 -              | 1136 T-3                 | 16 ottobre 1977   | C. J. van Houten, I. van Houten-Groeneveld, T. Gehrels |
| 18266 -              | 1189 T-3                 | 17 ottobre 1977   | C. J. van Houten, I. van Houten-Groeneveld, T. Gehrels |
| 18267 -              | 2122 T-3                 | 16 ottobre 1977   | C. J. van Houten, I. van Houten-Groeneveld, T. Gehrels |
| 18268 Dardanos       | 2140 T-3                 | 16 ottobre 1977   | C. J. van Houten, I. van Houten-Groeneveld, T. Gehrels |
| 18269 -              | 2206 T-3                 | 16 ottobre 1977   | C. J. van Houten, I. van Houten-Groeneveld, T. Gehrels |
| 18270 -              | 2312 T-3                 | 16 ottobre 1977   | C. J. van Houten, I. van Houten-Groeneveld, T. Gehrels |
| 18271 -              | 2332 T-3                 | 16 ottobre 1977   | C. J. van Houten, I. van Houten-Groeneveld, T. Gehrels |
| 18272 -              | 2495 T-3                 | 16 ottobre 1977   | C. J. van Houten, I. van Houten-Groeneveld, T. Gehrels |
| 18273 -              | 3140 T-3                 | 16 ottobre 1977   | C. J. van Houten, I. van Houten-Groeneveld, T. Gehrels |
| 18274 -              | 3150 T-3                 | 16 ottobre 1977   | C. J. van Houten, I. van Houten-Groeneveld, T. Gehrels |
| 18275 -              | 3173 T-3                 | 16 ottobre 1977   | C. J. van Houten, I. van Houten-Groeneveld, T. Gehrels |
| 18276 -              | 3355 T-3                 | 16 ottobre 1977   | C. J. van Houten, I. van Houten-Groeneveld, T. Gehrels |
| 18277 -              | 3446 T-3                 | 16 ottobre 1977   | C. J. van Houten, I. van Houten-Groeneveld, T. Gehrels |
| 18278 Dymas          | 4035 T-3                 | 16 ottobre 1977   | C. J. van Houten, I. van Houten-Groeneveld, T. Gehrels |
| 18279 -              | 4221 T-3                 | 16 ottobre 1977   | C. J. van Houten, I. van Houten-Groeneveld, T. Gehrels |
| 18280 -              | 4245 T-3                 | 16 ottobre 1977   | C. J. van Houten, I. van Houten-Groeneveld, T. Gehrels |
| 18281 Tros           | 4317 T-3                 | 16 ottobre 1977   | C. J. van Houten, I. van Houten-Groeneveld, T. Gehrels |
| 18282 Ilos           | 4369 T-3                 | 16 ottobre 1977   | C. J. van Houten, I. van Houten-Groeneveld, T. Gehrels |
| 18283 -              | 5165 T-3                 | 16 ottobre 1977   | C. J. van Houten, I. van Houten-Groeneveld, T. Gehrels |
| 18284 Tsereteli      | 1970 PU                  | 10 agosto 1970    | Crimean Astrophysical Observatory                      |
| 18285 Vladplatonov   | 1972 GJ                  | 14 aprile 1972    | L. I. Chernykh                                         |
| 18286 Kneipp         | 1973 UN5                 | 27 ottobre 1973   | F. Börngen                                             |
| 18287 Verkin         | 1975 TU3                 | 3 ottobre 1975    | L. I. Chernykh                                         |
| 18288 Nozdrachev     | 1975 VX2                 | 2 novembre 1975   | T. M. Smirnova                                         |
| 18289 Yokoyamakoichi | 1976 UB16                | 22 ottobre 1976   | H. Kosai, K. Hurukawa                                  |
| 18290 Sumiyoshi      | 1977 DR2                 | 18 febbraio 1977  | H. Kosai, K. Hurukawa                                  |
| 18291 Wani           | 1977 DL4                 | 18 febbraio 1977  | H. Kosai, K. Hurukawa                                  |
| 18292 Zoltowski      | 1977 FB                  | 17 marzo 1977     | Harvard Observatory                                    |
| 18293 Pilyugin       | 1978 SQ4                 | 27 settembre 1978 | L. I. Chernykh                                         |
| 18294 Rudenko        | 1978 SF5                 | 27 settembre 1978 | L. I. Chernykh                                         |
| 18295 Borispetrov    | 1978 TT7                 | 2 ottobre 1978    | L. V. Zhuravleva                                       |
| 18296 -              | 1978 VW2                 | 7 novembre 1978   | E. F. Helin, S. J. Bus                                 |
| 18297 -              | 1978 VG4                 | 7 novembre 1978   | E. F. Helin, S. J. Bus                                 |
| 18298 -              | 1979 MZ4                 | 25 giugno 1979    | E. F. Helin, S. J. Bus                                 |
| 18299 -              | 1979 MT8                 | 25 giugno 1979    | E. F. Helin, S. J. Bus                                 |
| 18300 -              | 1979 PA                  | 14 agosto 1979    | A. Mrkos                                               |

## 18301-18400
| Nome                   | Designazione provvisoria | Data di scoperta  | Scopritore                     |
| ---------------------- | ------------------------ | ----------------- | ------------------------------ |
| 18301 Konyukhov        | 1979 QZ9                 | 27 agosto 1979    | N. S. Chernykh                 |
| 18302 Körner           | 1980 FL3                 | 16 marzo 1980     | C.-I. Lagerkvist               |
| 18303 -                | 1980 PU                  | 6 agosto 1980     | Z. Vávrová                     |
| 18304 -                | 1981 DH1                 | 28 febbraio 1981  | S. J. Bus                      |
| 18305 -                | 1981 DL1                 | 28 febbraio 1981  | S. J. Bus                      |
| 18306 -                | 1981 EF9                 | 1 marzo 1981      | S. J. Bus                      |
| 18307 -                | 1981 ER10                | 1 marzo 1981      | S. J. Bus                      |
| 18308 -                | 1981 EZ11                | 7 marzo 1981      | S. J. Bus                      |
| 18309 -                | 1981 EV13                | 1 marzo 1981      | S. J. Bus                      |
| 18310 -                | 1981 EJ16                | 1 marzo 1981      | S. J. Bus                      |
| 18311 -                | 1981 EV16                | 6 marzo 1981      | S. J. Bus                      |
| 18312 -                | 1981 EC19                | 2 marzo 1981      | S. J. Bus                      |
| 18313 -                | 1981 EB23                | 2 marzo 1981      | S. J. Bus                      |
| 18314 -                | 1981 EX27                | 2 marzo 1981      | S. J. Bus                      |
| 18315 -                | 1981 ED37                | 11 marzo 1981     | S. J. Bus                      |
| 18316 -                | 1981 EJ38                | 1 marzo 1981      | S. J. Bus                      |
| 18317 -                | 1981 EM41                | 2 marzo 1981      | S. J. Bus                      |
| 18318 -                | 1981 ET43                | 6 marzo 1981      | S. J. Bus                      |
| 18319 -                | 1981 QS2                 | 23 agosto 1981    | H. Debehogne                   |
| 18320 -                | 1981 UJ28                | 24 ottobre 1981   | S. J. Bus                      |
| 18321 Bobrov           | 1982 UQ10                | 25 ottobre 1982   | L. V. Zhuravleva               |
| 18322 Korokan          | 1982 VF5                 | 14 novembre 1982  | H. Kosai, K. Hurukawa          |
| 18323 -                | 1983 RZ2                 | 2 settembre 1983  | H. Debehogne                   |
| 18324 -                | 1984 HA2                 | 27 aprile 1984    | La Silla                       |
| 18325 -                | 1984 SB2                 | 29 settembre 1984 | A. Mrkos                       |
| 18326 -                | 1985 CV1                 | 11 febbraio 1985  | H. Debehogne                   |
| 18327 -                | 1985 CX1                 | 12 febbraio 1985  | H. Debehogne                   |
| 18328 -                | 1985 UU                  | 20 ottobre 1985   | A. Mrkos                       |
| 18329 -                | 1986 RY4                 | 1 settembre 1986  | H. Debehogne                   |
| 18330 -                | 1987 BW1                 | 25 gennaio 1987   | E. W. Elst                     |
| 18331 -                | 1987 DQ6                 | 24 febbraio 1987  | H. Debehogne                   |
| 18332 -                | 1987 ON                  | 19 luglio 1987    | E. F. Helin                    |
| 18333 -                | 1987 OV                  | 19 luglio 1987    | E. F. Helin                    |
| 18334 Drozdov          | 1987 RA3                 | 2 settembre 1987  | L. G. Karachkina               |
| 18335 San Cassiano     | 1987 SC1                 | 19 settembre 1987 | E. Bowell                      |
| 18336 -                | 1988 LG                  | 15 giugno 1988    | E. F. Helin                    |
| 18337 -                | 1988 RB11                | 14 settembre 1988 | S. J. Bus                      |
| 18338 -                | 1989 EP2                 | 4 marzo 1989      | E. F. Helin                    |
| 18339 -                | 1989 GM2                 | 3 aprile 1989     | E. W. Elst                     |
| 18340 -                | 1989 OM                  | 29 luglio 1989    | A. C. Gilmore, P. M. Kilmartin |
| 18341 -                | 1989 SJ5                 | 26 settembre 1989 | E. W. Elst                     |
| 18342 -                | 1989 ST9                 | 26 settembre 1989 | H. Debehogne                   |
| 18343 Asja             | 1989 TN                  | 2 ottobre 1989    | E. W. Elst                     |
| 18344 -                | 1989 TN11                | 2 ottobre 1989    | S. J. Bus                      |
| 18345 -                | 1989 UP4                 | 22 ottobre 1989   | Z. Vávrová                     |
| 18346 -                | 1989 WG                  | 20 novembre 1989  | Y. Oshima                      |
| 18347 -                | 1989 WU                  | 20 novembre 1989  | Oohira                         |
| 18348 -                | 1990 BM1                 | 22 gennaio 1990   | E. F. Helin                    |
| 18349 Dafydd           | 1990 OV4                 | 25 luglio 1990    | H. E. Holt                     |
| 18350 -                | 1990 QJ2                 | 22 agosto 1990    | H. E. Holt                     |
| 18351 -                | 1990 QN5                 | 29 agosto 1990    | H. E. Holt                     |
| 18352 -                | 1990 QB8                 | 16 agosto 1990    | E. W. Elst                     |
| 18353 -                | 1990 QF9                 | 16 agosto 1990    | E. W. Elst                     |
| 18354 -                | 1990 RK5                 | 15 settembre 1990 | H. E. Holt                     |
| 18355 -                | 1990 RN9                 | 14 settembre 1990 | H. E. Holt                     |
| 18356 -                | 1990 SF1                 | 16 settembre 1990 | H. E. Holt                     |
| 18357 -                | 1990 SR2                 | 18 settembre 1990 | H. E. Holt                     |
| 18358 -                | 1990 SB11                | 16 settembre 1990 | H. E. Holt                     |
| 18359 Jakobstaude      | 1990 TL7                 | 13 ottobre 1990   | L. D. Schmadel, F. Börngen     |
| 18360 Sachs            | 1990 TF9                 | 10 ottobre 1990   | F. Börngen, L. D. Schmadel     |
| 18361 -                | 1990 VN6                 | 15 novembre 1990  | E. W. Elst                     |
| 18362 -                | 1990 VX6                 | 15 novembre 1990  | E. W. Elst                     |
| 18363 -                | 1990 VW8                 | 12 novembre 1990  | E. W. Elst                     |
| 18364 -                | 1990 WF4                 | 16 novembre 1990  | E. W. Elst                     |
| 18365 Shimomoto        | 1990 WN5                 | 17 novembre 1990  | T. Seki                        |
| 18366 -                | 1991 DG1                 | 18 febbraio 1991  | E. F. Helin                    |
| 18367 -                | 1991 FS1                 | 17 marzo 1991     | H. Debehogne                   |
| 18368 Flandrau         | 1991 GZ1                 | 15 aprile 1991    | C. S. Shoemaker, D. H. Levy    |
| 18369 -                | 1991 LM                  | 13 giugno 1991    | E. F. Helin                    |
| 18370 -                | 1991 NS2                 | 12 luglio 1991    | H. E. Holt                     |
| 18371 -                | 1991 PH10                | 7 agosto 1991     | H. E. Holt                     |
| 18372 -                | 1991 RF16                | 15 settembre 1991 | H. E. Holt                     |
| 18373 -                | 1991 RQ16                | 15 settembre 1991 | H. E. Holt                     |
| 18374 -                | 1991 RA18                | 13 settembre 1991 | H. E. Holt                     |
| 18375 -                | 1991 RC27                | 13 settembre 1991 | H. E. Holt                     |
| 18376 Quirk            | 1991 SQ                  | 30 settembre 1991 | R. H. McNaught                 |
| 18377 Vetter           | 1991 SH1                 | 28 settembre 1991 | R. H. McNaught                 |
| 18378 -                | 1991 UX2                 | 31 ottobre 1991   | S. Ueda, H. Kaneda             |
| 18379 Josévandam       | 1991 VJ6                 | 6 novembre 1991   | E. W. Elst                     |
| 18380 -                | 1991 VZ8                 | 4 novembre 1991   | Spacewatch                     |
| 18381 Massenet         | 1991 YU                  | 30 dicembre 1991  | E. W. Elst                     |
| 18382 -                | 1992 EG22                | 1 marzo 1992      | UESAC                          |
| 18383 -                | 1992 ER28                | 8 marzo 1992      | UESAC                          |
| 18384 -                | 1992 ES28                | 8 marzo 1992      | UESAC                          |
| 18385 -                | 1992 EG31                | 1 marzo 1992      | UESAC                          |
| 18386 -                | 1992 EL35                | 2 marzo 1992      | UESAC                          |
| 18387 -                | 1992 GN3                 | 4 aprile 1992     | E. W. Elst                     |
| 18388 -                | 1992 GX4                 | 4 aprile 1992     | E. W. Elst                     |
| 18389 -                | 1992 JU2                 | 4 maggio 1992     | H. Debehogne                   |
| 18390 -                | 1992 JD3                 | 7 maggio 1992     | H. Debehogne                   |
| 18391 -                | 1992 PO1                 | 8 agosto 1992     | E. W. Elst                     |
| 18392 -                | 1992 PT4                 | 2 agosto 1992     | H. E. Holt                     |
| 18393 -                | 1992 QB                  | 19 agosto 1992    | R. H. McNaught                 |
| 18394 -                | 1992 RR5                 | 2 settembre 1992  | E. W. Elst                     |
| 18395 Schmiedmayer     | 1992 SH2                 | 21 settembre 1992 | F. Börngen, L. D. Schmadel     |
| 18396 Nellysachs       | 1992 SN2                 | 21 settembre 1992 | F. Börngen, L. D. Schmadel     |
| 18397 -                | 1992 SF14                | 28 settembre 1992 | H. E. Holt                     |
| 18398 Bregenz          | 1992 SQ23                | 23 settembre 1992 | F. Börngen                     |
| 18399 Tentoumushi      | 1992 WK1                 | 17 novembre 1992  | K. Endate, K. Watanabe         |
| 18400 Muramatsushigeru | 1992 WY3                 | 25 novembre 1992  | T. Seki                        |

## 18401-18500
| Nome                 | Designazione provvisoria | Data di scoperta  | Scopritore                           |
| -------------------- | ------------------------ | ----------------- | ------------------------------------ |
| 18401 -              | 1992 WE4                 | 21 novembre 1992  | S. Ueda, H. Kaneda                   |
| 18402 -              | 1992 YU2                 | 26 dicembre 1992  | T. Urata                             |
| 18403 Atsuhirotaisei | 1993 AG                  | 13 gennaio 1993   | K. Endate, K. Watanabe               |
| 18404 Kenichi        | 1993 FQ2                 | 20 marzo 1993     | K. Endate, K. Watanabe               |
| (18405) 1993 FY12    | 1993 FY12                | 17 marzo 1993     | UESAC                                |
| 18406 -              | 1993 FT14                | 17 marzo 1993     | UESAC                                |
| 18407 -              | 1993 FQ24                | 21 marzo 1993     | UESAC                                |
| 18408 -              | 1993 FP30                | 21 marzo 1993     | UESAC                                |
| 18409 -              | 1993 FF36                | 19 marzo 1993     | UESAC                                |
| 18410 -              | 1993 FC51                | 19 marzo 1993     | UESAC                                |
| 18411                | 1993 FB82                | 19 marzo 1993     | UESAC                                |
| 18412 Kruszelnicki   | 1993 LX                  | 13 giugno 1993    | R. H. McNaught                       |
| 18413 Adamspencer    | 1993 LD1                 | 13 giugno 1993    | R. H. McNaught                       |
| 18414 -              | 1993 OY6                 | 20 luglio 1993    | E. W. Elst                           |
| 18415 -              | 1993 PW5                 | 15 agosto 1993    | E. W. Elst                           |
| 18416 -              | 1993 QW                  | 22 agosto 1993    | E. F. Helin                          |
| 18417 -              | 1993 QY9                 | 20 agosto 1993    | E. W. Elst                           |
| 18418 Ujibe          | 1993 TV1                 | 15 ottobre 1993   | K. Endate, K. Watanabe               |
| 18419 -              | 1993 TS20                | 9 ottobre 1993    | E. W. Elst                           |
| 18420 -              | 1993 TR25                | 9 ottobre 1993    | E. W. Elst                           |
| 18421 -              | 1993 TV34                | 9 ottobre 1993    | E. W. Elst                           |
| 18422 -              | 1993 UE6                 | 20 ottobre 1993   | E. W. Elst                           |
| 18423 -              | 1993 UF7                 | 20 ottobre 1993   | E. W. Elst                           |
| 18424 -              | 1993 YG                  | 17 dicembre 1993  | T. Kobayashi                         |
| 18425 -              | 1993 YL                  | 18 dicembre 1993  | T. Kobayashi                         |
| 18426 Maffei         | 1993 YN2                 | 18 dicembre 1993  | E. Colzani, G. Ventre                |
| 18427 -              | 1994 AY                  | 4 gennaio 1994    | T. Kobayashi                         |
| 18428 -              | 1994 AC1                 | 7 gennaio 1994    | T. Kobayashi                         |
| 18429 -              | 1994 AO1                 | 8 gennaio 1994    | A. Sugie                             |
| 18430 Balzac         | 1994 AK16                | 14 gennaio 1994   | F. Börngen                           |
| 18431 Stazzema       | 1994 BM                  | 16 gennaio 1994   | A. Boattini, M. Tombelli             |
| 18432 -              | 1994 CJ2                 | 13 febbraio 1994  | T. Kobayashi                         |
| 18433 -              | 1994 EQ                  | 4 marzo 1994      | T. Kobayashi                         |
| 18434 Mikesandras    | 1994 EW7                 | 12 marzo 1994     | C. S. Shoemaker, D. H. Levy          |
| 18435 -              | 1994 GW10                | 14 aprile 1994    | PCAS                                 |
| 18436 -              | 1994 GY10                | 14 aprile 1994    | PCAS                                 |
| 18437 -              | 1994 JR                  | 5 maggio 1994     | E. F. Helin                          |
| 18438 -              | 1994 JM6                 | 4 maggio 1994     | Spacewatch                           |
| 18439 -              | 1994 LJ1                 | 9 giugno 1994     | E. F. Helin                          |
| 18440 -              | 1994 NV1                 | 8 luglio 1994     | E. W. Elst                           |
| 18441 Cittàdivinci   | 1994 PE                  | 5 agosto 1994     | A. Boattini, M. Tombelli             |
| 18442 -              | 1994 PK3                 | 10 agosto 1994    | E. W. Elst                           |
| 18443 -              | 1994 PW8                 | 10 agosto 1994    | E. W. Elst                           |
| 18444 -              | 1994 PL10                | 10 agosto 1994    | E. W. Elst                           |
| 18445 -              | 1994 PC12                | 10 agosto 1994    | E. W. Elst                           |
| 18446 -              | 1994 PN13                | 10 agosto 1994    | E. W. Elst                           |
| 18447 -              | 1994 PU13                | 10 agosto 1994    | E. W. Elst                           |
| 18448 -              | 1994 PW17                | 10 agosto 1994    | E. W. Elst                           |
| 18449 Rikwouters     | 1994 PT19                | 12 agosto 1994    | E. W. Elst                           |
| 18450 -              | 1994 PG27                | 12 agosto 1994    | E. W. Elst                           |
| 18451 -              | 1994 PZ27                | 12 agosto 1994    | E. W. Elst                           |
| 18452 -              | 1994 PL33                | 10 agosto 1994    | E. W. Elst                           |
| 18453 Nishiyamayukio | 1994 TT                  | 2 ottobre 1994    | K. Endate, K. Watanabe               |
| 18454 -              | 1995 BF1                 | 23 gennaio 1995   | S. Otomo                             |
| 18455 -              | 1995 DF                  | 20 febbraio 1995  | T. Kobayashi                         |
| 18456 Mišík          | 1995 ES                  | 8 marzo 1995      | Kleť                                 |
| 18457 Syoheiyamamoto | 1995 EX7                 | 5 marzo 1995      | M. Hirasawa, S. Suzuki               |
| 18458 Caesar         | 1995 EY8                 | 5 marzo 1995      | F. Börngen                           |
| 18459 -              | 1995 FD1                 | 28 marzo 1995     | S. Ueda, H. Kaneda                   |
| 18460 Pecková        | 1995 PG                  | 5 agosto 1995     | L. Šarounová                         |
| 18461 Seiichikanno   | 1995 QQ                  | 17 agosto 1995    | T. Okuni                             |
| 18462 Riccò          | 1995 QS2                 | 26 agosto 1995    | Osservatorio San Vittore             |
| 18463 -              | 1995 SV16                | 18 settembre 1995 | Spacewatch                           |
| 18464 -              | 1995 SK23                | 19 settembre 1995 | Spacewatch                           |
| 18465 -              | 1995 SB34                | 22 settembre 1995 | Spacewatch                           |
| 18466 -              | 1995 SU37                | 24 settembre 1995 | Spacewatch                           |
| 18467 Nagatatsu      | 1995 SX52                | 22 settembre 1995 | K. Endate, K. Watanabe               |
| 18468 -              | 1995 UE8                 | 27 ottobre 1995   | T. Kobayashi                         |
| 18469 Hakodate       | 1995 UC9                 | 20 ottobre 1995   | N. Sato, T. Urata                    |
| 18470 -              | 1995 UX44                | 27 ottobre 1995   | S. Ueda, H. Kaneda                   |
| 18471 -              | 1995 UZ45                | 20 ottobre 1995   | E. W. Elst                           |
| 18472 Hatada         | 1995 VA1                 | 12 novembre 1995  | K. Endate, K. Watanabe               |
| 18473 Kikuchijun     | 1995 VK1                 | 15 novembre 1995  | K. Endate, K. Watanabe               |
| 18474 -              | 1995 WV3                 | 18 novembre 1995  | Y. Shimizu, T. Urata                 |
| 18475 -              | 1995 WM7                 | 27 novembre 1995  | T. Kobayashi                         |
| 18476 -              | 1995 WR7                 | 27 novembre 1995  | T. Kobayashi                         |
| 18477 -              | 1995 WA11                | 16 novembre 1995  | Spacewatch                           |
| 18478 -              | 1995 WT15                | 17 novembre 1995  | Spacewatch                           |
| 18479 -              | 1995 XR                  | 12 dicembre 1995  | T. Kobayashi                         |
| 18480 -              | 1995 YB                  | 17 dicembre 1995  | T. Kobayashi                         |
| 18481 -              | 1995 YH                  | 17 dicembre 1995  | T. Kobayashi                         |
| 18482 -              | 1995 YO                  | 19 dicembre 1995  | T. Kobayashi                         |
| 18483 -              | 1995 YY2                 | 26 dicembre 1995  | T. Kobayashi                         |
| 18484 -              | 1995 YB3                 | 27 dicembre 1995  | NEAT                                 |
| 18485 -              | 1996 AB                  | 1 gennaio 1996    | T. Kobayashi                         |
| 18486 -              | 1996 AS2                 | 13 gennaio 1996   | T. Kobayashi                         |
| 18487 -              | 1996 AU3                 | 13 gennaio 1996   | S. Ueda, H. Kaneda                   |
| 18488 -              | 1996 AY3                 | 13 gennaio 1996   | N. Sato, T. Urata                    |
| 18489 -              | 1996 BV2                 | 26 gennaio 1996   | F. Uto                               |
| 18490 -              | 1996 BG17                | 24 gennaio 1996   | LINEAR                               |
| 18491 -              | 1996 DP2                 | 23 febbraio 1996  | T. Kobayashi                         |
| 18492 -              | 1996 GS2                 | 8 aprile 1996     | Beijing Schmidt CCD Asteroid Program |
| 18493 Demoleon       | 1996 HV9                 | 17 aprile 1996    | E. W. Elst                           |
| 18494 -              | 1996 HH10                | 17 aprile 1996    | E. W. Elst                           |
| 18495 -              | 1996 HH24                | 20 aprile 1996    | E. W. Elst                           |
| 18496 -              | 1996 JN1                 | 9 maggio 1996     | R. H. McNaught                       |
| 18497 Nevězice       | 1996 LK1                 | 11 giugno 1996    | M. Tichý, Z. Moravec                 |
| 18498 Cesaro         | 1996 MN                  | 22 giugno 1996    | P. G. Comba                          |
| 18499 Showalter      | 1996 MR                  | 22 giugno 1996    | NEAT                                 |
| 18500 -              | 1996 NX3                 | 14 luglio 1996    | E. W. Elst                           |

## 18501-18600
| Nome                  | Designazione provvisoria | Data di scoperta  | Scopritore                           |
| --------------------- | ------------------------ | ----------------- | ------------------------------------ |
| 18501 Luria           | 1996 OB                  | 16 luglio 1996    | Farra d'Isonzo                       |
| 18502 -               | 1996 PK1                 | 11 agosto 1996    | G. R. Viscome                        |
| 18503 -               | 1996 PY4                 | 15 agosto 1996    | NEAT                                 |
| 18504 -               | 1996 PB5                 | 15 agosto 1996    | NEAT                                 |
| 18505 Caravelli       | 1996 PG5                 | 9 agosto 1996     | Osservatorio San Vittore             |
| 18506 -               | 1996 PY6                 | 15 agosto 1996    | R. H. McNaught, J. B. Child          |
| 18507 -               | 1996 QM1                 | 18 agosto 1996    | K. A. Williams                       |
| 18508 -               | 1996 RJ2                 | 8 settembre 1996  | NEAT                                 |
| 18509 Bellini         | 1996 RB4                 | 14 settembre 1996 | V. S. Casulli                        |
| 18510 Chasles         | 1996 SN                  | 16 settembre 1996 | P. G. Comba                          |
| (18511) 1996 SH4      | 1996 SH4                 | 19 settembre 1996 | Beijing Schmidt CCD Asteroid Program |
| 18512 -               | 1996 SO7                 | 17 settembre 1996 | S. Otomo                             |
| 18513 -               | 1996 TS5                 | 7 ottobre 1996    | T. B. Spahr                          |
| 18514 -               | 1996 TE11                | 14 ottobre 1996   | R. H. McNaught                       |
| 18515 -               | 1996 TL14                | 9 ottobre 1996    | S. Ueda, H. Kaneda                   |
| 18516 -               | 1996 TL29                | 7 ottobre 1996    | Spacewatch                           |
| 18517 -               | 1996 VG2                 | 6 novembre 1996   | T. Kobayashi                         |
| 18518 -               | 1996 VT3                 | 2 novembre 1996   | Beijing Schmidt CCD Asteroid Program |
| 18519 -               | 1996 VH4                 | 8 novembre 1996   | Beijing Schmidt CCD Asteroid Program |
| 18520 Wolfratshausen  | 1996 VK4                 | 6 novembre 1996   | N. Sato                              |
| 18521 -               | 1996 VV5                 | 14 novembre 1996  | T. Kobayashi                         |
| 18522 -               | 1996 VA6                 | 15 novembre 1996  | T. Kobayashi                         |
| 18523 -               | 1996 VA7                 | 2 novembre 1996   | Beijing Schmidt CCD Asteroid Program |
| 18524 Tagatoshihiro   | 1996 VE8                 | 6 novembre 1996   | K. Endate, K. Watanabe               |
| 18525 -               | 1996 VO8                 | 7 novembre 1996   | S. Ueda, H. Kaneda                   |
| 18526 -               | 1996 VB30                | 7 novembre 1996   | S. Ueda, H. Kaneda                   |
| 18527 -               | 1996 VJ30                | 7 novembre 1996   | S. Ueda, H. Kaneda                   |
| 18528 -               | 1996 VX30                | 2 novembre 1996   | Beijing Schmidt CCD Asteroid Program |
| 18529 -               | 1996 WK3                 | 28 novembre 1996  | Beijing Schmidt CCD Asteroid Program |
| 18530 -               | 1996 XS1                 | 2 dicembre 1996   | T. Kobayashi                         |
| 18531 Strakonice      | 1996 XM2                 | 4 dicembre 1996   | M. Tichý, Z. Moravec                 |
| 18532 -               | 1996 XW2                 | 3 dicembre 1996   | T. Kobayashi                         |
| 18533 -               | 1996 XJ6                 | 3 dicembre 1996   | Y. Shimizu, T. Urata                 |
| 18534 -               | 1996 XE12                | 4 dicembre 1996   | Spacewatch                           |
| 18535 -               | 1996 XQ13                | 9 dicembre 1996   | Kleť                                 |
| 18536 -               | 1996 XN15                | 10 dicembre 1996  | Beijing Schmidt CCD Asteroid Program |
| 18537 -               | 1996 XH18                | 7 dicembre 1996   | Spacewatch                           |
| 18538 -               | 1996 XY18                | 6 dicembre 1996   | Y. Shimizu, T. Urata                 |
| 18539 -               | 1996 XX30                | 14 dicembre 1996  | T. Kobayashi                         |
| 18540 -               | 1996 XK31                | 14 dicembre 1996  | T. Kobayashi                         |
| 18541 -               | 1996 YA1                 | 20 dicembre 1996  | T. Kobayashi                         |
| 18542 Broglio         | 1996 YP3                 | 29 dicembre 1996  | A. Testa, F. Manca                   |
| 18543 -               | 1997 AE                  | 2 gennaio 1997    | T. Kobayashi                         |
| 18544 -               | 1997 AA2                 | 3 gennaio 1997    | T. Kobayashi                         |
| 18545 -               | 1997 AO2                 | 3 gennaio 1997    | T. Kobayashi                         |
| 18546 -               | 1997 AP4                 | 6 gennaio 1997    | T. Kobayashi                         |
| 18547 -               | 1997 AU5                 | 7 gennaio 1997    | T. Kobayashi                         |
| 18548 Christoffel     | 1997 AN12                | 10 gennaio 1997   | P. G. Comba                          |
| 18549 -               | 1997 AD13                | 11 gennaio 1997   | T. Kobayashi                         |
| 18550 Maoyisheng      | 1997 AN14                | 9 gennaio 1997    | Beijing Schmidt CCD Asteroid Program |
| 18551 Bovet           | 1997 AQ17                | 13 gennaio 1997   | Farra d'Isonzo                       |
| 18552 -               | 1997 AM21                | 13 gennaio 1997   | Y. Shimizu, T. Urata                 |
| 18553 Kinkakuji       | 1997 AZ21                | 6 gennaio 1997    | N. Sato                              |
| 18554 -               | 1997 BO1                 | 29 gennaio 1997   | T. Kobayashi                         |
| 18555 Courant         | 1997 CN4                 | 4 febbraio 1997   | P. G. Comba                          |
| 18556 Battiato        | 1997 CC7                 | 7 febbraio 1997   | P. Sicoli, F. Manca                  |
| 18557 -               | 1997 CQ11                | 3 febbraio 1997   | Spacewatch                           |
| 18558 -               | 1997 CO19                | 6 febbraio 1997   | T. Urata                             |
| 18559 -               | 1997 EN2                 | 4 marzo 1997      | T. Kobayashi                         |
| 18560 Coxeter         | 1997 EO7                 | 7 marzo 1997      | P. G. Comba                          |
| 18561 Fengningding    | 1997 EY34                | 4 marzo 1997      | LINEAR                               |
| 18562 Ellenkey        | 1997 EK54                | 8 marzo 1997      | E. W. Elst                           |
| 18563 Danigoldman     | 1997 FC3                 | 31 marzo 1997     | LINEAR                               |
| 18564 Caseyo          | 1997 GO6                 | 2 aprile 1997     | LINEAR                               |
| 18565 Selg            | 1997 GP35                | 6 aprile 1997     | LINEAR                               |
| 18566 -               | 1997 RS3                 | 1 settembre 1997  | ODAS                                 |
| 18567 Segenthau       | 1997 SS4                 | 27 settembre 1997 | Starkenburg                          |
| 18568 Thuillot        | 1997 TL2                 | 3 ottobre 1997    | ODAS                                 |
| 18569 -               | 1997 UC11                | 26 ottobre 1997   | T. Urata                             |
| 18570 -               | 1997 VB6                 | 9 novembre 1997   | T. Kobayashi                         |
| 18571 -               | 1997 WQ21                | 30 novembre 1997  | T. Kobayashi                         |
| 18572 Rocher          | 1997 WQ22                | 28 novembre 1997  | ODAS                                 |
| 18573 -               | 1997 WM23                | 28 novembre 1997  | ODAS                                 |
| 18574 Jeansimon       | 1997 WO23                | 28 novembre 1997  | ODAS                                 |
| 18575 -               | 1997 WS31                | 29 novembre 1997  | LINEAR                               |
| 18576 -               | 1997 WA42                | 29 novembre 1997  | LINEAR                               |
| 18577 -               | 1997 XH                  | 3 dicembre 1997   | ODAS                                 |
| 18578 -               | 1997 XP                  | 3 dicembre 1997   | T. Kobayashi                         |
| 18579 Duongtuyenvu    | 1997 XY6                 | 5 dicembre 1997   | ODAS                                 |
| 18580 -               | 1997 XN8                 | 7 dicembre 1997   | ODAS                                 |
| 18581 Batllo          | 1997 XV8                 | 7 dicembre 1997   | ODAS                                 |
| 18582 -               | 1997 XK9                 | 4 dicembre 1997   | Beijing Schmidt CCD Asteroid Program |
| 18583 Francescopedani | 1997 XN10                | 7 dicembre 1997   | A. Boattini, M. Tombelli             |
| 18584 -               | 1997 YB2                 | 21 dicembre 1997  | T. Kobayashi                         |
| 18585 -               | 1997 YE2                 | 21 dicembre 1997  | T. Kobayashi                         |
| 18586 -               | 1997 YD3                 | 24 dicembre 1997  | T. Kobayashi                         |
| 18587 -               | 1997 YR5                 | 25 dicembre 1997  | T. Kobayashi                         |
| 18588 -               | 1997 YO9                 | 25 dicembre 1997  | NEAT                                 |
| 18589 -               | 1997 YL10                | 28 dicembre 1997  | T. Kobayashi                         |
| 18590 -               | 1997 YO10                | 28 dicembre 1997  | T. Kobayashi                         |
| 18591 -               | 1997 YT11                | 30 dicembre 1997  | T. Kobayashi                         |
| 18592 -               | 1997 YO18                | 24 dicembre 1997  | Beijing Schmidt CCD Asteroid Program |
| 18593 Wangzhongcheng  | 1998 AG11                | 5 gennaio 1998    | Beijing Schmidt CCD Asteroid Program |
| 18594 -               | 1998 BJ                  | 16 gennaio 1998   | Y. Shimizu, T. Urata                 |
| 18595 -               | 1998 BR1                 | 19 gennaio 1998   | T. Kobayashi                         |
| 18596 Superbus        | 1998 BA4                 | 21 gennaio 1998   | V. S. Casulli                        |
| 18597 -               | 1998 BE8                 | 25 gennaio 1998   | T. Kobayashi                         |
| 18598 -               | 1998 BH8                 | 25 gennaio 1998   | T. Kobayashi                         |
| 18599 -               | 1998 BK8                 | 25 gennaio 1998   | T. Kobayashi                         |
| 18600 -               | 1998 BK10                | 24 gennaio 1998   | F. B. Zoltowski                      |

## 18601-18700
| Nome                   | Designazione provvisoria | Data di scoperta | Scopritore                           |
| ---------------------- | ------------------------ | ---------------- | ------------------------------------ |
| 18601 Zafar            | 1998 BL11                | 23 gennaio 1998  | LINEAR                               |
| 18602 Lagillespie      | 1998 BX12                | 23 gennaio 1998  | LINEAR                               |
| 18603 -                | 1998 BM25                | 28 gennaio 1998  | T. Kobayashi                         |
| 18604 -                | 1998 BK26                | 28 gennaio 1998  | ODAS                                 |
| 18605 Jacqueslaskar    | 1998 BL26                | 28 gennaio 1998  | ODAS                                 |
| 18606 -                | 1998 BS33                | 31 gennaio 1998  | T. Kobayashi                         |
| 18607 -                | 1998 BT33                | 31 gennaio 1998  | T. Kobayashi                         |
| 18608 -                | 1998 BU45                | 25 gennaio 1998  | Spacewatch                           |
| 18609 Shinobuyama      | 1998 BN48                | 30 gennaio 1998  | T. Seki                              |
| 18610 Arthurdent       | 1998 CC2                 | 7 febbraio 1998  | Starkenburg, F. Hormuth              |
| 18611 Baudelaire       | 1998 CB3                 | 6 febbraio 1998  | E. W. Elst                           |
| 18612 -                | 1998 CK3                 | 6 febbraio 1998  | E. W. Elst                           |
| 18613 -                | 1998 DR                  | 19 febbraio 1998 | Kleť                                 |
| 18614 -                | 1998 DN2                 | 20 febbraio 1998 | ODAS                                 |
| 18615 -                | 1998 DJ5                 | 22 febbraio 1998 | NEAT                                 |
| 18616 -                | 1998 DR5                 | 22 febbraio 1998 | NEAT                                 |
| 18617 Puntel           | 1998 DY9                 | 24 febbraio 1998 | M. Bœuf                              |
| 18618 -                | 1998 DD10                | 22 febbraio 1998 | NEAT                                 |
| 18619 -                | 1998 DG10                | 22 febbraio 1998 | NEAT                                 |
| 18620 -                | 1998 DS10                | 24 febbraio 1998 | NEAT                                 |
| 18621 -                | 1998 DD12                | 23 febbraio 1998 | Spacewatch                           |
| 18622 -                | 1998 DN13                | 25 febbraio 1998 | NEAT                                 |
| 18623 Pises            | 1998 DR13                | 27 febbraio 1998 | Pises                                |
| 18624 Prévert          | 1998 DV13                | 27 febbraio 1998 | ODAS                                 |
| 18625 -                | 1998 DZ13                | 27 febbraio 1998 | ODAS                                 |
| 18626 Michaelcarr      | 1998 DO23                | 27 febbraio 1998 | ODAS                                 |
| 18627 Rogerbonnet      | 1998 DH33                | 27 febbraio 1998 | U. Munari, M. Tombelli               |
| 18628 Taniasagrati     | 1998 DJ33                | 27 febbraio 1998 | G. Forti, M. Tombelli                |
| 18629 -                | 1998 DZ33                | 27 febbraio 1998 | E. W. Elst                           |
| 18630 -                | 1998 DT34                | 27 febbraio 1998 | E. W. Elst                           |
| 18631 Maurogherardini  | 1998 DQ35                | 27 febbraio 1998 | A. Boattini, M. Tombelli             |
| 18632 Danielsson       | 1998 DN37                | 28 febbraio 1998 | C.-I. Lagerkvist                     |
| 18633 -                | 1998 EU                  | 2 marzo 1998     | ODAS                                 |
| 18634 Champigneulles   | 1998 EQ1                 | 2 marzo 1998     | ODAS                                 |
| 18635 Frouard          | 1998 EX1                 | 2 marzo 1998     | ODAS                                 |
| 18636 Villedepompey    | 1998 EF2                 | 2 marzo 1998     | ODAS                                 |
| 18637 Liverdun         | 1998 EJ2                 | 2 marzo 1998     | ODAS                                 |
| 18638 Nouet            | 1998 EP3                 | 2 marzo 1998     | ODAS                                 |
| 18639 Aoyunzhiyuanzhe  | 1998 ER8                 | 5 marzo 1998     | Beijing Schmidt CCD Asteroid Program |
| 18640 -                | 1998 EF9                 | 7 marzo 1998     | Beijing Schmidt CCD Asteroid Program |
| 18641 -                | 1998 EG10                | 6 marzo 1998     | T. Kagawa                            |
| 18642 -                | 1998 EF12                | 1 marzo 1998     | E. W. Elst                           |
| 18643 van Rysselberghe | 1998 EK12                | 1 marzo 1998     | E. W. Elst                           |
| 18644 Arashiyama       | 1998 EX14                | 2 marzo 1998     | T. Seki                              |
| 18645 -                | 1998 EM19                | 3 marzo 1998     | E. W. Elst                           |
| 18646 -                | 1998 ED21                | 3 marzo 1998     | E. W. Elst                           |
| 18647 Václavhübner     | 1998 FD2                 | 21 marzo 1998    | P. Pravec                            |
| 18648 -                | 1998 FW9                 | 24 marzo 1998    | ODAS                                 |
| 18649 Fabrega          | 1998 FU10                | 24 marzo 1998    | ODAS                                 |
| 18650 -                | 1998 FX10                | 24 marzo 1998    | ODAS                                 |
| 18651 -                | 1998 FP11                | 22 marzo 1998    | Y. Shimizu, T. Urata                 |
| 18652 -                | 1998 FD15                | 21 marzo 1998    | S. Ueda, H. Kaneda                   |
| 18653 Christagünt      | 1998 FW15                | 28 marzo 1998    | Starkenburg                          |
| 18654 -                | 1998 FR22                | 20 marzo 1998    | LINEAR                               |
| 18655 -                | 1998 FS26                | 20 marzo 1998    | LINEAR                               |
| 18656 Mergler          | 1998 FW29                | 20 marzo 1998    | LINEAR                               |
| 18657 -                | 1998 FE30                | 20 marzo 1998    | LINEAR                               |
| 18658 Rajdev           | 1998 FX31                | 20 marzo 1998    | LINEAR                               |
| 18659 Megangross       | 1998 FD33                | 20 marzo 1998    | LINEAR                               |
| 18660 -                | 1998 FL34                | 20 marzo 1998    | LINEAR                               |
| 18661 Zoccoli          | 1998 FT34                | 20 marzo 1998    | LINEAR                               |
| 18662 Erinwhite        | 1998 FV42                | 20 marzo 1998    | LINEAR                               |
| 18663 Lynnta           | 1998 FW42                | 20 marzo 1998    | LINEAR                               |
| 18664 Rafaelta         | 1998 FA43                | 20 marzo 1998    | LINEAR                               |
| 18665 Sheenahayes      | 1998 FK49                | 20 marzo 1998    | LINEAR                               |
| 18666 -                | 1998 FT53                | 20 marzo 1998    | LINEAR                               |
| 18667 -                | 1998 FF62                | 20 marzo 1998    | LINEAR                               |
| 18668 Gottesman        | 1998 FU62                | 20 marzo 1998    | LINEAR                               |
| 18669 Lalitpatel       | 1998 FP63                | 20 marzo 1998    | LINEAR                               |
| 18670 Shantanugaur     | 1998 FM64                | 20 marzo 1998    | LINEAR                               |
| 18671 Zacharyrice      | 1998 FX64                | 20 marzo 1998    | LINEAR                               |
| 18672 Ashleyamini      | 1998 FY65                | 20 marzo 1998    | LINEAR                               |
| 18673 -                | 1998 FH66                | 20 marzo 1998    | LINEAR                               |
| 18674 -                | 1998 FG69                | 20 marzo 1998    | LINEAR                               |
| 18675 Amiamini         | 1998 FJ70                | 20 marzo 1998    | LINEAR                               |
| 18676 Zdeňkaplavcová   | 1998 FE73                | 30 marzo 1998    | P. Pravec                            |
| 18677 -                | 1998 FZ83                | 24 marzo 1998    | LINEAR                               |
| 18678 -                | 1998 FS85                | 24 marzo 1998    | LINEAR                               |
| 18679 Heatherenae      | 1998 FW102               | 31 marzo 1998    | LINEAR                               |
| 18680 Weirather        | 1998 FS103               | 31 marzo 1998    | LINEAR                               |
| 18681 Caseylipp        | 1998 FW103               | 31 marzo 1998    | LINEAR                               |
| 18682 -                | 1998 FH107               | 31 marzo 1998    | LINEAR                               |
| 18683 -                | 1998 FB111               | 31 marzo 1998    | LINEAR                               |
| 18684 -                | 1998 FW116               | 31 marzo 1998    | LINEAR                               |
| 18685 -                | 1998 FL117               | 31 marzo 1998    | LINEAR                               |
| 18686 -                | 1998 FZ119               | 20 marzo 1998    | LINEAR                               |
| 18687 -                | 1998 FA120               | 20 marzo 1998    | LINEAR                               |
| 18688 -                | 1998 FA123               | 20 marzo 1998    | LINEAR                               |
| 18689 Rodrick          | 1998 FR124               | 24 marzo 1998    | LINEAR                               |
| 18690 -                | 1998 GB10                | 2 aprile 1998    | LINEAR                               |
| 18691 -                | 1998 HE1                 | 17 aprile 1998   | Beijing Schmidt CCD Asteroid Program |
| 18692 -                | 1998 HJ14                | 22 aprile 1998   | NEAT                                 |
| 18693 -                | 1998 HS19                | 29 aprile 1998   | NEAT                                 |
| 18694 -                | 1998 HQ24                | 23 aprile 1998   | Višnjan Observatory                  |
| 18695 -                | 1998 HH27                | 21 aprile 1998   | Spacewatch                           |
| 18696 -                | 1998 HB34                | 20 aprile 1998   | LINEAR                               |
| 18697 Kathanson        | 1998 HB39                | 20 aprile 1998   | LINEAR                               |
| 18698 Racharles        | 1998 HX39                | 20 aprile 1998   | LINEAR                               |
| 18699 Quigley          | 1998 HL45                | 20 aprile 1998   | LINEAR                               |
| 18700 -                | 1998 HK54                | 21 aprile 1998   | LINEAR                               |

## 18701-18800
| Nome               | Designazione provvisoria | Data di scoperta  | Scopritore                           |
| ------------------ | ------------------------ | ----------------- | ------------------------------------ |
| 18701 -            | 1998 HB57                | 21 aprile 1998    | LINEAR                               |
| 18702 Sadowski     | 1998 HG68                | 21 aprile 1998    | LINEAR                               |
| 18703 -            | 1998 HN68                | 21 aprile 1998    | LINEAR                               |
| 18704 Brychristian | 1998 HF87                | 21 aprile 1998    | LINEAR                               |
| 18705 -            | 1998 HX88                | 21 aprile 1998    | LINEAR                               |
| 18706 -            | 1998 HV93                | 21 aprile 1998    | LINEAR                               |
| 18707 Annchi       | 1998 HO96                | 21 aprile 1998    | LINEAR                               |
| 18708 Danielappel  | 1998 HT97                | 21 aprile 1998    | LINEAR                               |
| 18709 Laurawong    | 1998 HE99                | 21 aprile 1998    | LINEAR                               |
| 18710 -            | 1998 HF100               | 21 aprile 1998    | LINEAR                               |
| 18711 -            | 1998 HL100               | 21 aprile 1998    | LINEAR                               |
| 18712 -            | 1998 HN108               | 23 aprile 1998    | LINEAR                               |
| 18713 -            | 1998 HM114               | 23 aprile 1998    | LINEAR                               |
| 18714 -            | 1998 HQ114               | 23 aprile 1998    | LINEAR                               |
| 18715 -            | 1998 HE121               | 23 aprile 1998    | LINEAR                               |
| 18716 -            | 1998 HV121               | 23 aprile 1998    | LINEAR                               |
| 18717 -            | 1998 HZ127               | 18 aprile 1998    | LINEAR                               |
| 18718 -            | 1998 HJ128               | 19 aprile 1998    | LINEAR                               |
| 18719 -            | 1998 HH138               | 21 aprile 1998    | LINEAR                               |
| 18720 Jerryguo     | 1998 HP145               | 21 aprile 1998    | LINEAR                               |
| 18721 -            | 1998 HC146               | 21 aprile 1998    | LINEAR                               |
| 18722 -            | 1998 HF148               | 25 aprile 1998    | E. W. Elst                           |
| 18723 -            | 1998 JO1                 | 1 maggio 1998     | NEAT                                 |
| 18724 -            | 1998 JV1                 | 1 maggio 1998     | NEAT                                 |
| 18725 Atacama      | 1998 JL3                 | 2 maggio 1998     | ODAS                                 |
| 18726 -            | 1998 KC2                 | 22 maggio 1998    | LINEAR                               |
| 18727 Peacock      | 1998 KW3                 | 22 maggio 1998    | LONEOS                               |
| 18728 Grammier     | 1998 KZ3                 | 22 maggio 1998    | LONEOS                               |
| 18729 Potentino    | 1998 KJ4                 | 22 maggio 1998    | LONEOS                               |
| 18730 Wingip       | 1998 KV7                 | 23 maggio 1998    | LONEOS                               |
| 18731 Vil'bakirov  | 1998 KW7                 | 23 maggio 1998    | LONEOS                               |
| 18732 -            | 1998 KP19                | 22 maggio 1998    | LINEAR                               |
| 18733 -            | 1998 KV31                | 22 maggio 1998    | LINEAR                               |
| 18734 Darboux      | 1998 MY1                 | 20 giugno 1998    | P. G. Comba                          |
| 18735 Chubko       | 1998 MH46                | 23 giugno 1998    | LONEOS                               |
| 18736 -            | 1998 NU                  | 2 luglio 1998     | Spacewatch                           |
| 18737 Aliciaworley | 1998 QP79                | 24 agosto 1998    | LINEAR                               |
| 18738 -            | 1998 SN22                | 23 settembre 1998 | Višnjan Observatory                  |
| 18739 Larryhu      | 1998 SH79                | 26 settembre 1998 | LINEAR                               |
| 18740 -            | 1998 VH31                | 14 novembre 1998  | T. Kobayashi                         |
| 18741 -            | 1998 WB6                 | 18 novembre 1998  | S. Ueda, H. Kaneda                   |
| 18742 -            | 1998 XX30                | 14 dicembre 1998  | LINEAR                               |
| 18743 -            | 1998 YD5                 | 18 dicembre 1998  | ODAS                                 |
| 18744 -            | 1999 AU                  | 7 gennaio 1999    | T. Kobayashi                         |
| 18745 San Pedro    | 1999 BJ14                | 23 gennaio 1999   | ODAS                                 |
| 18746 -            | 1999 FT20                | 19 marzo 1999     | Spacewatch                           |
| 18747 Lexcen       | 1999 FN21                | 26 marzo 1999     | J. Broughton                         |
| 18748 -            | 1999 GV                  | 5 aprile 1999     | K. Korlević                          |
| 18749 Ayyubguliev  | 1999 GA8                 | 9 aprile 1999     | LONEOS                               |
| 18750 Leonidakimov | 1999 GA9                 | 10 aprile 1999    | LONEOS                               |
| 18751 Yualexandrov | 1999 GO9                 | 15 aprile 1999    | LONEOS                               |
| 18752 -            | 1999 GZ16                | 15 aprile 1999    | LINEAR                               |
| 18753 -            | 1999 GE17                | 15 aprile 1999    | LINEAR                               |
| 18754 -            | 1999 GL21                | 15 aprile 1999    | LINEAR                               |
| 18755 Meduna       | 1999 GS21                | 15 aprile 1999    | LINEAR                               |
| 18756 -            | 1999 GY34                | 6 aprile 1999     | LINEAR                               |
| 18757 -            | 1999 HT                  | 18 aprile 1999    | F. B. Zoltowski                      |
| 18758 -            | 1999 HD2                 | 19 aprile 1999    | K. Korlević, M. Jurić                |
| 18759 -            | 1999 HO2                 | 20 aprile 1999    | P. R. Holvorcem                      |
| 18760 -            | 1999 HY7                 | 19 aprile 1999    | Spacewatch                           |
| 18761 -            | 1999 HA8                 | 20 aprile 1999    | Spacewatch                           |
| 18762 -            | 1999 HC9                 | 17 aprile 1999    | LINEAR                               |
| 18763 -            | 1999 JV2                 | 8 maggio 1999     | Beijing Schmidt CCD Asteroid Program |
| 18764 -            | 1999 JA12                | 13 maggio 1999    | LINEAR                               |
| 18765 -            | 1999 JN17                | 14 maggio 1999    | LINEAR                               |
| 18766 Broderick    | 1999 JA22                | 10 maggio 1999    | LINEAR                               |
| 18767 -            | 1999 JD22                | 10 maggio 1999    | LINEAR                               |
| 18768 Sarahbates   | 1999 JE22                | 10 maggio 1999    | LINEAR                               |
| 18769 -            | 1999 JS24                | 10 maggio 1999    | LINEAR                               |
| 18770 Yingqiuqilei | 1999 JN25                | 10 maggio 1999    | LINEAR                               |
| 18771 Sisiliang    | 1999 JA26                | 10 maggio 1999    | LINEAR                               |
| 18772 -            | 1999 JR34                | 10 maggio 1999    | LINEAR                               |
| 18773 Bredehoft    | 1999 JY36                | 10 maggio 1999    | LINEAR                               |
| 18774 Lavanture    | 1999 JT38                | 10 maggio 1999    | LINEAR                               |
| 18775 Donaldeng    | 1999 JD39                | 10 maggio 1999    | LINEAR                               |
| 18776 Coulter      | 1999 JP39                | 10 maggio 1999    | LINEAR                               |
| 18777 Hobson       | 1999 JA41                | 10 maggio 1999    | LINEAR                               |
| 18778 -            | 1999 JW43                | 10 maggio 1999    | LINEAR                               |
| 18779 Hattyhong    | 1999 JN44                | 10 maggio 1999    | LINEAR                               |
| 18780 Kuncham      | 1999 JY44                | 10 maggio 1999    | LINEAR                               |
| 18781 Indaram      | 1999 JH45                | 10 maggio 1999    | LINEAR                               |
| 18782 Joanrho      | 1999 JJ46                | 10 maggio 1999    | LINEAR                               |
| 18783 Sychamberlin | 1999 JL47                | 10 maggio 1999    | LINEAR                               |
| 18784 -            | 1999 JS47                | 10 maggio 1999    | LINEAR                               |
| 18785 Betsywelsh   | 1999 JV48                | 10 maggio 1999    | LINEAR                               |
| 18786 Tyjorgenson  | 1999 JS53                | 10 maggio 1999    | LINEAR                               |
| 18787 Kathermann   | 1999 JV53                | 10 maggio 1999    | LINEAR                               |
| 18788 Carriemiller | 1999 JX53                | 10 maggio 1999    | LINEAR                               |
| 18789 Metzger      | 1999 JV56                | 10 maggio 1999    | LINEAR                               |
| 18790 Ericaburden  | 1999 JG57                | 10 maggio 1999    | LINEAR                               |
| 18791 -            | 1999 JF58                | 10 maggio 1999    | LINEAR                               |
| 18792 -            | 1999 JL60                | 10 maggio 1999    | LINEAR                               |
| 18793 -            | 1999 JW60                | 10 maggio 1999    | LINEAR                               |
| 18794 Kianafrank   | 1999 JG62                | 10 maggio 1999    | LINEAR                               |
| 18795 -            | 1999 JT63                | 10 maggio 1999    | LINEAR                               |
| 18796 Acosta       | 1999 JH64                | 10 maggio 1999    | LINEAR                               |
| 18797 -            | 1999 JT64                | 10 maggio 1999    | LINEAR                               |
| 18798 -            | 1999 JG65                | 12 maggio 1999    | LINEAR                               |
| 18799 -            | 1999 JZ73                | 12 maggio 1999    | LINEAR                               |
| 18800 Terresadodge | 1999 JL76                | 10 maggio 1999    | LINEAR                               |

## 18801-18900
| Nome                | Designazione provvisoria | Data di scoperta  | Scopritore                |
| ------------------- | ------------------------ | ----------------- | ------------------------- |
| 18801 Noelleoas     | 1999 JO76                | 10 maggio 1999    | LINEAR                    |
| 18802 -             | 1999 JR76                | 10 maggio 1999    | LINEAR                    |
| 18803 Hillaryoas    | 1999 JH77                | 12 maggio 1999    | LINEAR                    |
| 18804 -             | 1999 JS77                | 12 maggio 1999    | LINEAR                    |
| 18805 Kellyday      | 1999 JX77                | 12 maggio 1999    | LINEAR                    |
| 18806 Zachpenn      | 1999 JX79                | 13 maggio 1999    | LINEAR                    |
| 18807 -             | 1999 JL85                | 14 maggio 1999    | LINEAR                    |
| 18808 -             | 1999 JP85                | 15 maggio 1999    | LINEAR                    |
| 18809 Meileawertz   | 1999 JP86                | 12 maggio 1999    | LINEAR                    |
| 18810 -             | 1999 JF96                | 12 maggio 1999    | LINEAR                    |
| 18811 -             | 1999 KJ1                 | 18 maggio 1999    | K. Korlević               |
| 18812 Aliadler      | 1999 KT13                | 18 maggio 1999    | LINEAR                    |
| 18813 -             | 1999 KH15                | 20 maggio 1999    | LINEAR                    |
| 18814 Ivanovsky     | 1999 KJ17                | 20 maggio 1999    | LONEOS                    |
| 18815 -             | 1999 LT8                 | 8 giugno 1999     | LINEAR                    |
| 18816 -             | 1999 LW25                | 9 giugno 1999     | LINEAR                    |
| 18817 -             | 1999 LF32                | 15 giugno 1999    | Spacewatch                |
| 18818 Yasuhiko      | 1999 MB2                 | 21 giugno 1999    | T. Okuni                  |
| 18819 -             | 1999 NK8                 | 13 luglio 1999    | LINEAR                    |
| 18820 -             | 1999 NS9                 | 13 luglio 1999    | LINEAR                    |
| 18821 Markhavel     | 1999 NW9                 | 13 luglio 1999    | LINEAR                    |
| 18822 -             | 1999 NL19                | 14 luglio 1999    | LINEAR                    |
| 18823 Zachozer      | 1999 NS20                | 14 luglio 1999    | LINEAR                    |
| 18824 Graves        | 1999 NF23                | 14 luglio 1999    | LINEAR                    |
| 18825 Alicechai     | 1999 NO23                | 14 luglio 1999    | LINEAR                    |
| 18826 Leifer        | 1999 NG24                | 14 luglio 1999    | LINEAR                    |
| 18827 -             | 1999 NA26                | 14 luglio 1999    | LINEAR                    |
| 18828 -             | 1999 NT27                | 14 luglio 1999    | LINEAR                    |
| 18829 -             | 1999 NE30                | 14 luglio 1999    | LINEAR                    |
| 18830 Pothier       | 1999 NZ35                | 14 luglio 1999    | LINEAR                    |
| 18831 -             | 1999 NP37                | 14 luglio 1999    | LINEAR                    |
| 18832 -             | 1999 NV42                | 14 luglio 1999    | LINEAR                    |
| 18833 -             | 1999 NT53                | 12 luglio 1999    | LINEAR                    |
| 18834 -             | 1999 NN55                | 12 luglio 1999    | LINEAR                    |
| 18835 -             | 1999 NK56                | 12 luglio 1999    | LINEAR                    |
| 18836 Raymundto     | 1999 NM62                | 13 luglio 1999    | LINEAR                    |
| 18837 -             | 1999 NY62                | 13 luglio 1999    | LINEAR                    |
| 18838 Shannon       | 1999 OQ                  | 18 luglio 1999    | L. Šarounová, P. Kušnirák |
| 18839 Whiteley      | 1999 PG                  | 5 agosto 1999     | J. Broughton              |
| 18840 Yoshioba      | 1999 PT4                 | 8 agosto 1999     | T. Okuni                  |
| 18841 Hruška        | 1999 RL3                 | 6 settembre 1999  | J. Tichá, M. Tichý        |
| 18842 -             | 1999 RB22                | 7 settembre 1999  | LINEAR                    |
| 18843 Ningzhou      | 1999 RK22                | 7 settembre 1999  | LINEAR                    |
| 18844 -             | 1999 RU27                | 8 settembre 1999  | K. Korlević               |
| 18845 Cichocki      | 1999 RY27                | 7 settembre 1999  | H. Mikuž                  |
| 18846 -             | 1999 RB28                | 8 settembre 1999  | Kleť                      |
| 18847 -             | 1999 RJ32                | 9 settembre 1999  | K. Korlević               |
| 18848 -             | 1999 RH41                | 13 settembre 1999 | LINEAR                    |
| 18849 -             | 1999 RK55                | 7 settembre 1999  | LINEAR                    |
| 18850 -             | 1999 RO81                | 7 settembre 1999  | LINEAR                    |
| 18851 Winmesser     | 1999 RP84                | 7 settembre 1999  | LINEAR                    |
| 18852 -             | 1999 RP91                | 7 settembre 1999  | LINEAR                    |
| 18853 -             | 1999 RO92                | 7 settembre 1999  | LINEAR                    |
| 18854 -             | 1999 RJ102               | 8 settembre 1999  | LINEAR                    |
| 18855 Sarahgutman   | 1999 RQ112               | 9 settembre 1999  | LINEAR                    |
| 18856 -             | 1999 RT116               | 9 settembre 1999  | LINEAR                    |
| 18857 Lalchandani   | 1999 RE117               | 9 settembre 1999  | LINEAR                    |
| 18858 Tecleveland   | 1999 RO117               | 9 settembre 1999  | LINEAR                    |
| 18859 -             | 1999 RM130               | 9 settembre 1999  | LINEAR                    |
| 18860 -             | 1999 RL133               | 9 settembre 1999  | LINEAR                    |
| 18861 Eugenishmidt  | 1999 RW166               | 9 settembre 1999  | LINEAR                    |
| 18862 Warot         | 1999 RE183               | 9 settembre 1999  | LINEAR                    |
| 18863 -             | 1999 RC191               | 11 settembre 1999 | LINEAR                    |
| 18864 -             | 1999 RQ195               | 8 settembre 1999  | LINEAR                    |
| 18865 -             | 1999 RQ204               | 8 settembre 1999  | LINEAR                    |
| 18866 -             | 1999 RA208               | 8 settembre 1999  | LINEAR                    |
| 18867 -             | 1999 RX223               | 7 settembre 1999  | CSS                       |
| 18868 -             | 1999 TD101               | 2 ottobre 1999    | LINEAR                    |
| 18869 -             | 1999 TU222               | 2 ottobre 1999    | LINEAR                    |
| 18870 -             | 1999 US13                | 29 ottobre 1999   | CSS                       |
| 18871 Grauer        | 1999 VQ12                | 11 novembre 1999  | C. W. Juels               |
| 18872 Tammann       | 1999 VR20                | 8 novembre 1999   | S. Sposetti               |
| 18873 Larryrobinson | 1999 VJ22                | 13 novembre 1999  | M. Abraham, G. Fedon      |
| 18874 Raoulbehrend  | 1999 VZ22                | 8 novembre 1999   | S. Sposetti               |
| 18875 -             | 1999 VT39                | 11 novembre 1999  | Spacewatch                |
| 18876 Sooner        | 1999 XM                  | 2 dicembre 1999   | J. M. Roe                 |
| 18877 Stevendodds   | 1999 XP7                 | 4 dicembre 1999   | C. W. Juels               |
| 18878 -             | 1999 XD118               | 5 dicembre 1999   | CSS                       |
| 18879 -             | 1999 XJ143               | 15 dicembre 1999  | C. W. Juels               |
| 18880 Toddblumberg  | 1999 XM166               | 10 dicembre 1999  | LINEAR                    |
| 18881 -             | 1999 XL195               | 12 dicembre 1999  | LINEAR                    |
| 18882 -             | 1999 YN4                 | 28 dicembre 1999  | LINEAR                    |
| 18883 Domegge       | 1999 YT8                 | 31 dicembre 1999  | M. Abraham, G. Fedon      |
| 18884 -             | 1999 YE9                 | 30 dicembre 1999  | K. Korlević               |
| 18885 -             | 2000 AH80                | 5 gennaio 2000    | LINEAR                    |
| 18886 -             | 2000 AN164               | 5 gennaio 2000    | LINEAR                    |
| 18887 Yiliuchen     | 2000 AP181               | 7 gennaio 2000    | LINEAR                    |
| 18888 -             | 2000 AV246               | 7 gennaio 2000    | Spacewatch                |
| 18889 -             | 2000 CC28                | 8 febbraio 2000   | LINEAR                    |
| 18890 -             | 2000 EV26                | 9 marzo 2000      | LINEAR                    |
| 18891 Kamler        | 2000 EF40                | 8 marzo 2000      | LINEAR                    |
| 18892 -             | 2000 ET137               | 9 marzo 2000      | LINEAR                    |
| 18893 -             | 2000 GH1                 | 2 aprile 2000     | Starkenburg               |
| 18894 -             | 2000 GF42                | 5 aprile 2000     | LINEAR                    |
| 18895 -             | 2000 GJ108               | 7 aprile 2000     | LINEAR                    |
| 18896 -             | 2000 GN113               | 6 aprile 2000     | LINEAR                    |
| 18897 -             | 2000 HG30                | 28 aprile 2000    | LINEAR                    |
| 18898 -             | 2000 JX                  | 1 maggio 2000     | LINEAR                    |
| 18899 -             | 2000 JQ2                 | 3 maggio 2000     | K. Korlević               |
| 18900 -             | 2000 LD12                | 4 giugno 2000     | LINEAR                    |

## 18901-19000
| Nome               | Designazione provvisoria | Data di scoperta | Scopritore    |
| ------------------ | ------------------------ | ---------------- | ------------- |
| 18901 -            | 2000 MR5                 | 24 giugno 2000   | LINEAR        |
| 18902 -            | 2000 NN5                 | 7 luglio 2000    | LINEAR        |
| 18903 Matsuura     | 2000 ND29                | 10 luglio 2000   | K. Watanabe   |
| 18904 -            | 2000 OY8                 | 31 luglio 2000   | LINEAR        |
| 18905 Weigan       | 2000 OF10                | 23 luglio 2000   | LINEAR        |
| 18906 -            | 2000 OJ19                | 29 luglio 2000   | LINEAR        |
| 18907 Kevinclaytor | 2000 OW20                | 31 luglio 2000   | LINEAR        |
| 18908 -            | 2000 OC21                | 31 luglio 2000   | LINEAR        |
| 18909 -            | 2000 OE21                | 31 luglio 2000   | LINEAR        |
| 18910 Nolanreis    | 2000 OR22                | 31 luglio 2000   | LINEAR        |
| 18911 -            | 2000 OY31                | 30 luglio 2000   | LINEAR        |
| 18912 Kayfurman    | 2000 OM32                | 30 luglio 2000   | LINEAR        |
| 18913 -            | 2000 OU32                | 30 luglio 2000   | LINEAR        |
| 18914 -            | 2000 OT35                | 31 luglio 2000   | LINEAR        |
| 18915 -            | 2000 OR38                | 30 luglio 2000   | LINEAR        |
| 18916 -            | 2000 OG44                | 30 luglio 2000   | LINEAR        |
| 18917 -            | 2000 OG48                | 31 luglio 2000   | LINEAR        |
| 18918 Nishashah    | 2000 OB50                | 31 luglio 2000   | LINEAR        |
| 18919 -            | 2000 OJ52                | 31 luglio 2000   | LINEAR        |
| 18920 -            | 2000 OU52                | 31 luglio 2000   | LINEAR        |
| 18921 -            | 2000 PT7                 | 2 agosto 2000    | LINEAR        |
| 18922 -            | 2000 PU12                | 8 agosto 2000    | LINEAR        |
| 18923 Jennifersass | 2000 PC23                | 2 agosto 2000    | LINEAR        |
| 18924 Vinjamoori   | 2000 PV24                | 3 agosto 2000    | LINEAR        |
| 18925 -            | 2000 PY25                | 4 agosto 2000    | NEAT          |
| 18926 -            | 2000 PO26                | 5 agosto 2000    | NEAT          |
| 18927 -            | 2000 PQ26                | 5 agosto 2000    | NEAT          |
| 18928 Pontremoli   | 2000 QH9                 | 25 agosto 2000   | Monte Viseggi |
| 18929 -            | 2000 QU25                | 26 agosto 2000   | LINEAR        |
| 18930 Athreya      | 2000 QW27                | 24 agosto 2000   | LINEAR        |
| 18931 -            | 2000 QX31                | 26 agosto 2000   | LINEAR        |
| 18932 Robinhood    | 2000 QH35                | 28 agosto 2000   | J. Broughton  |
| 18933 -            | 2000 QW36                | 24 agosto 2000   | LINEAR        |
| 18934 -            | 2000 QY36                | 24 agosto 2000   | LINEAR        |
| 18935 Alfandmedina | 2000 QE37                | 24 agosto 2000   | LINEAR        |
| 18936 -            | 2000 QA42                | 24 agosto 2000   | LINEAR        |
| 18937 -            | 2000 QF42                | 24 agosto 2000   | LINEAR        |
| 18938 Zarabeth     | 2000 QU44                | 24 agosto 2000   | LINEAR        |
| 18939 Sariancel    | 2000 QZ48                | 24 agosto 2000   | LINEAR        |
| 18940 -            | 2000 QV49                | 24 agosto 2000   | LINEAR        |
| 18941 -            | 2000 QX50                | 24 agosto 2000   | LINEAR        |
| 18942 -            | 2000 QE54                | 25 agosto 2000   | LINEAR        |
| 18943 Elaisponton  | 2000 QA55                | 25 agosto 2000   | LINEAR        |
| 18944 Sawilliams   | 2000 QG61                | 28 agosto 2000   | LINEAR        |
| 18945 -            | 2000 QH71                | 24 agosto 2000   | LINEAR        |
| 18946 Massar       | 2000 QM75                | 24 agosto 2000   | LINEAR        |
| 18947 Cindyfulton  | 2000 QV76                | 24 agosto 2000   | LINEAR        |
| 18948 Hinkle       | 2000 QT79                | 24 agosto 2000   | LINEAR        |
| 18949 Tumaneng     | 2000 QX85                | 25 agosto 2000   | LINEAR        |
| 18950 Marakessler  | 2000 QX95                | 26 agosto 2000   | LINEAR        |
| 18951 -            | 2000 QQ98                | 28 agosto 2000   | LINEAR        |
| 18952 -            | 2000 QF105               | 28 agosto 2000   | LINEAR        |
| 18953 Laurensmith  | 2000 QR114               | 24 agosto 2000   | LINEAR        |
| 18954 Sarahbounds  | 2000 QT119               | 25 agosto 2000   | LINEAR        |
| 18955 -            | 2000 QY122               | 25 agosto 2000   | LINEAR        |
| 18956 Jessicarnold | 2000 QK126               | 31 agosto 2000   | LINEAR        |
| 18957 Mijacobsen   | 2000 QE128               | 24 agosto 2000   | LINEAR        |
| 18958 -            | 2000 QL128               | 24 agosto 2000   | LINEAR        |
| 18959 -            | 2000 QG129               | 31 agosto 2000   | LINEAR        |
| 18960 -            | 2000 QE130               | 31 agosto 2000   | LINEAR        |
| 18961 Hampfreeman  | 2000 QR140               | 31 agosto 2000   | LINEAR        |
| 18962 -            | 2000 QV140               | 31 agosto 2000   | LINEAR        |
| 18963 -            | 2000 QB141               | 31 agosto 2000   | LINEAR        |
| 18964 Fairhurst    | 2000 QJ142               | 31 agosto 2000   | LINEAR        |
| 18965 Lazenby      | 2000 QR142               | 31 agosto 2000   | LINEAR        |
| 18966 -            | 2000 QO145               | 31 agosto 2000   | LINEAR        |
| 18967 -            | 2000 QP151               | 25 agosto 2000   | LINEAR        |
| 18968 -            | 2000 QX152               | 29 agosto 2000   | LINEAR        |
| 18969 Valfriedmann | 2000 QY152               | 29 agosto 2000   | LINEAR        |
| 18970 Jenniharper  | 2000 QU168               | 31 agosto 2000   | LINEAR        |
| 18971 -            | 2000 QY177               | 31 agosto 2000   | LINEAR        |
| 18972 -            | 2000 QD190               | 26 agosto 2000   | LINEAR        |
| 18973 Crouch       | 2000 QJ193               | 29 agosto 2000   | LINEAR        |
| 18974 Brungardt    | 2000 QX195               | 28 agosto 2000   | LINEAR        |
| 18975 -            | 2000 QZ200               | 29 agosto 2000   | LINEAR        |
| 18976 Kunilraval   | 2000 QH206               | 31 agosto 2000   | LINEAR        |
| 18977 -            | 2000 QK217               | 31 agosto 2000   | LINEAR        |
| 18978 -            | 2000 QH232               | 31 agosto 2000   | LINEAR        |
| 18979 Henryfong    | 2000 RC2                 | 1 settembre 2000 | LINEAR        |
| 18980 Johannatang  | 2000 RY2                 | 1 settembre 2000 | LINEAR        |
| 18981 -            | 2000 RT3                 | 1 settembre 2000 | LINEAR        |
| 18982 -            | 2000 RH5                 | 1 settembre 2000 | LINEAR        |
| 18983 Allentran    | 2000 RG6                 | 1 settembre 2000 | LINEAR        |
| 18984 Olathe       | 2000 RA8                 | 2 settembre 2000 | L. Robinson   |
| 18985 -            | 2000 RR21                | 1 settembre 2000 | LINEAR        |
| 18986 -            | 2000 RF22                | 1 settembre 2000 | LINEAR        |
| 18987 Irani        | 2000 RU23                | 1 settembre 2000 | LINEAR        |
| 18988 -            | 2000 RB24                | 1 settembre 2000 | LINEAR        |
| 18989 -            | 2000 RV26                | 1 settembre 2000 | LINEAR        |
| 18990 -            | 2000 RW31                | 1 settembre 2000 | LINEAR        |
| 18991 Tonivanov    | 2000 RD35                | 1 settembre 2000 | LINEAR        |
| 18992 Katharvard   | 2000 RK40                | 3 settembre 2000 | LINEAR        |
| 18993 -            | 2000 RB43                | 3 settembre 2000 | LINEAR        |
| 18994 Nhannguyen   | 2000 RO50                | 5 settembre 2000 | LINEAR        |
| 18995 -            | 2000 RF53                | 5 settembre 2000 | K. Korlević   |
| 18996 Torasan      | 2000 RR53                | 4 settembre 2000 | K. Watanabe   |
| 18997 Mizrahi      | 2000 RG54                | 1 settembre 2000 | LINEAR        |
| 18998 -            | 2000 RH55                | 3 settembre 2000 | LINEAR        |
| 18999 -            | 2000 RC60                | 8 settembre 2000 | K. Korlević   |
| 19000 -            | 2000 RM60                | 3 settembre 2000 | LINEAR        |